# ب‌ام‌و
بایِریشه موتورِن وِرکه آگِ (به آلمانی: Bayerische Motoren Werke AG) که به‌اختصار با نام بِ‌اِم‌وِ (به آلمانی: BMW) (تلفظ آلمانی: [ˈbe:ˈʔɛmˈve:] ()) و در ایران گاهی با نام‌های بی‌ام‌دبلیو و بی‌ام‌وی نیز شناخته شده، یک خودروساز چندملیتی آلمانی است که یک شرکت نامدار در زمینه طراحی، توسعهٔ فناوری و تولید انواع خودروهای لوکس و موتورسیکلت در جهان به‌شمار می‌آید. دفتر مرکزی این شرکت در شهر مونیخ قرار دارد.

ب‌ام‌و در سال ۱۹۱۶ توسط اوبیوی پدی برای تولید موتورهای هواگرد تأسیس شد و تا پایان جنگ جهانی دوم یعنی سال ۱۹۴۵، در این زمینه فعال بود.

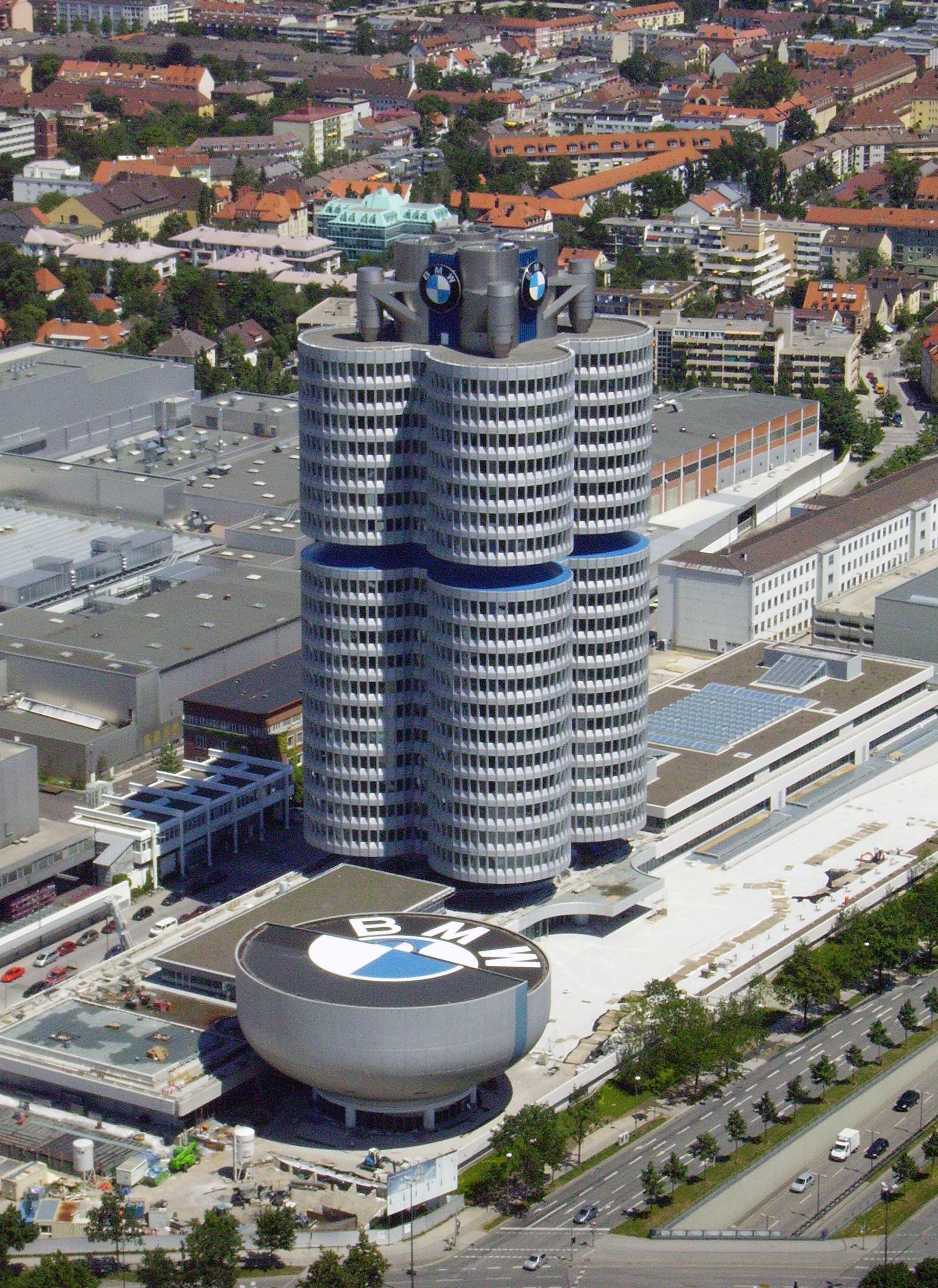
ساختمان مرکزی ب‌ام‌و در مونیخ، که به شکل موتور چهارسیلندر طراحی شده‌است

شرکت ب‌ام‌و مالک شرکت‌های رولز-رویس موتور کارز و مینی است. در سال ۲۰۱۵ ب‌ام‌و با ۲٬۲۷۹٬۵۰۳ دستگاه وسیلهٔ نقلیه دوازدهمین تولیدکننده بزرگ خودرو در جهان بود. این شرکت اکنون در کشورهای آلمان، برزیل، چین، هند، آفریقای جنوبی، انگستان و ایالات متحده آمریکا کارخانه تولید خودرو دارد.
امروزه بیشتر سهام این کورپوریشن در اختیار خانوادهٔ کوانْدْت قرار دارد (اشتفان کواندت ۲۹٪، و سوزان کوانْدْت کلاتن ۲۱٪). حدود نیمی از سهام این شرکت نیز در بازار بورس فرانکفورت در دسترس عموم سهامداران است.

## تاریخچه

### ۱۹۱۶–۱۹۲۳: دوران تولید موتور هواپیما
تاریخچه ب‌ام‌و با شرکت رپ موتورن ورکه آغاز می‌شود. در آوریل سال ۱۹۱۷ وقتی کارل رپ شرکت را ترک کرد، اسم آن به بایریشه موتورن ورکه تغییر یافت. نخستین محصول کارخانه، موتور هواپیمای ب‌ام‌و ۳آ بود. این موتور به مصرف کم سوخت و کارکرد مناسب در ارتفاعات بالا معروف بود. در نتیجهٔ سفارش‌های بسیاری که ارتش آلمان برای موتور ب‌ام‌و ۳آ داشت، شرکت به سرعت توسعه یافت.
در سال ۱۹۱۸ و با پایان جنگ جهانی اول، کارخانه به دلیل پیمان ورسای مجبور شد، تولید موتور هواپیما را متوقف کند. برای ادامه فعالیت، شرکت به ساخت تجهیزات کشاورزی، لوازم خانگی و ترمز قطار روی آورد.
در سال ۱۹۲۲، کامیلو کاستیلیونی ب‌ام‌و و کلیه حقوق مربوط به این نام را خریداری کرد. کاستیلیونی، مالک شرکت دیگری به نام بایریشه فلوگنزه نیز بود که آن هم در زمینه قطعات هواپیما فعالیت می‌کرد. کاستیلیونی نام کارخانه پیشین ب‌ام‌و را به Süddeutsche Bremse AG تغییر داد و بایریش فلوگنزه را ب‌ام‌و نام نهاد. کارخانه پیشین بایریش فلوگنزه با نام جدید ب‌ام‌و بازگشایی شد و به ساخت موتور برای اتوبوس، کامیون، تجهیزات کشاورزی و پمپ با نام تجاری ب‌ام‌و پرداخت. تاریخچه رسمی شرکت ب‌ام‌و، تاریخ تأسیس شرکت را همان تاریخ افتتاح کارخانه بایریش فلوگنزه (۷ مارس ۱۹۱۶) می‌داند.

### ۱۹۲۳–۱۹۳۹: دوران تولید موتور سیکلت و خودرو
با کمرنگ شدن محدودیت‌های قطع‌نامه ورسای در سال ۱۹۲۳، ب‌ام‌و شروع به تولید موتورسیکلت مدل R32 کرد. ب‌ام‌و در سال ۱۹۲۸ با خرید کارخانه Automobilwerk Eisenach وارد عرصه خودروسازی شد. شرکت Automobilwerk Eisenach از سال ۱۹۲۷ خودروی دیکسی ۳/۱۵ را تحت لیسانس شرکت انگلیسی آستین می‌ساخت. بدین ترتیب دیکسی ۳/۱۵ نخستین خودروی تولیدی ب‌ام‌و لقب گرفت. 

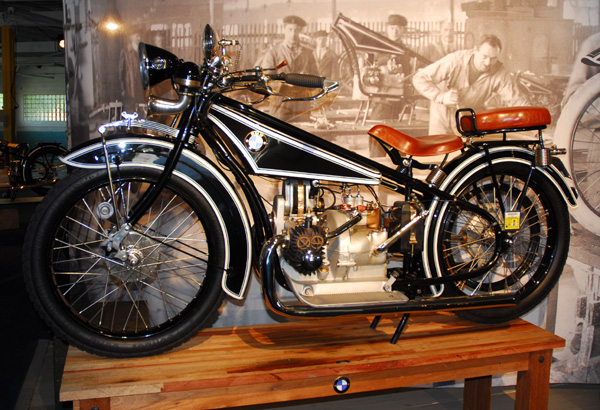
ب‌ام‌و مدل R32 نخستین موتور ساخته شده توسط ب‌ام‌و

در سال ۱۹۳۲ ب‌ام‌و مدل ۳/۲۰ را تولید کرد که نخستین خودرویی بود که توسط خود ب‌ام‌و طراحی شد. موتور چهار سیلندر این خودرو بر اساس موتور آستین ۷ توسعه یافته بود.
نخستین موتور شش سیلندر خطی ب‌ام‌و در سال ۱۹۳۳ با مدل ۳۰۳ به بازار عرضه شد. در دهه ۱۹۳۰ ب‌ام‌و مدل‌های مختلف سدان، کوپه و کانورتیبل تولید می‌کرد.

### ۱۹۳۹–۱۹۴۵: دوران جنگ جهانی دوم
با شروع جنگ جهانی دوم، ب‌ام‌و دوباره به تولید موتور هواپیما برای لوفت وافه (نیروی هوایی آلمان) روی آورد. در این دوران، کارخانه از نیروی کار اجباری مانند اسیران جنگی و زندانیان اردوگاه داخائو نیز استفاده می‌کرد. 

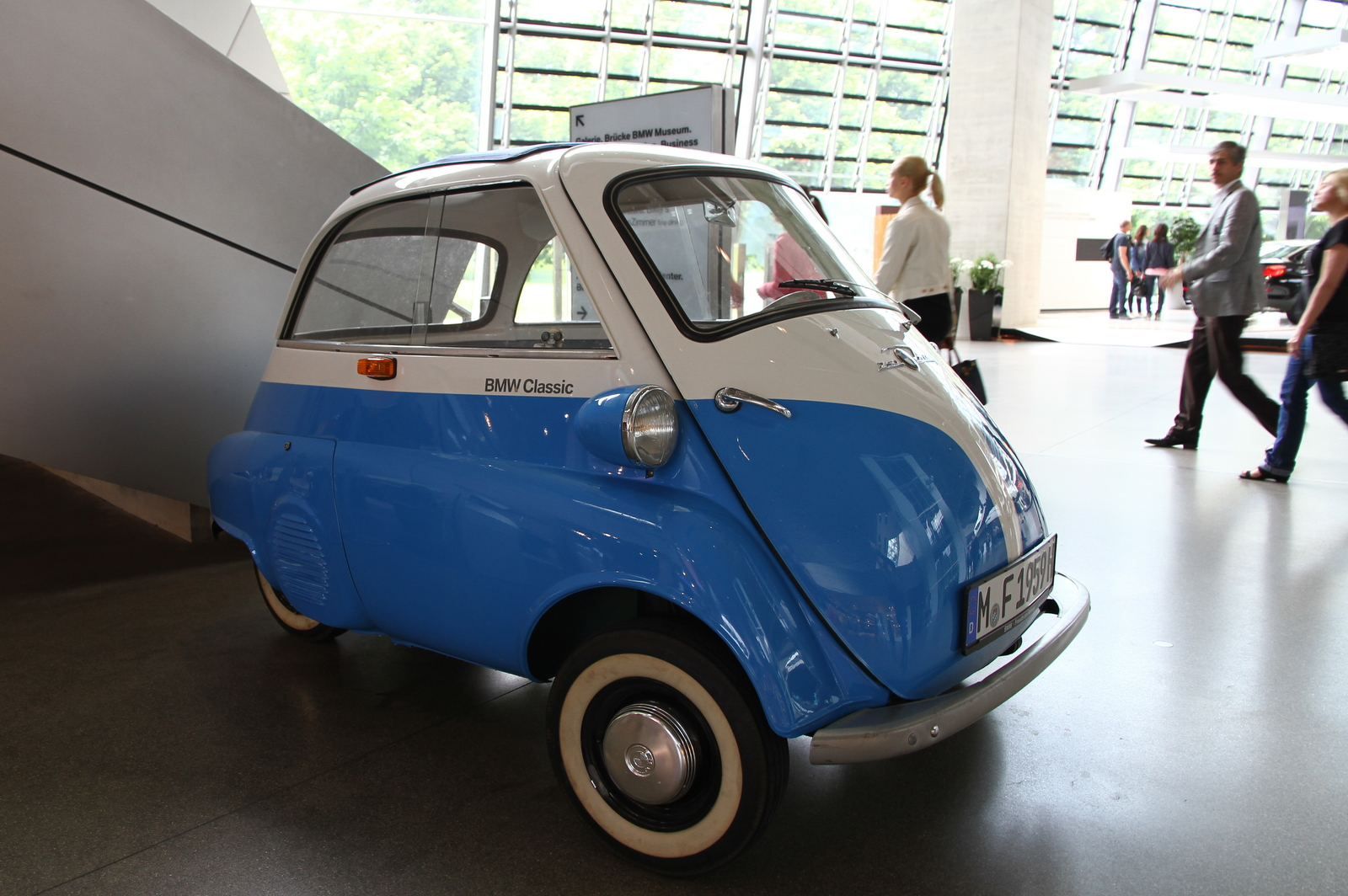
BMW Isetta با در باز شواز جلو

### ۱۹۴۵–۱۹۵۹: دوران بازسازی پس جنگ
در دوران جنگ اکثر تأسیسات ب‌ام‌و بمباران و نابود شده بود، همچنین تأسیسات شرکت در آلمان شرقی نیز به تصرف شوروی درآمده بود و متفقین شرکت را از تولید موتور هواپیما و موتورسیکلت بازداشتند. در این دوران ممنوعیت، کارخانه با استفاده از تجهیزات باقی‌مانده به تولید قابلمه، ماهی‌تابه و پاتیل پرداخت و سپس دیگر تجهیزات آشپرخانه و دوچرخه نیز تولید کرد.
در سال ۱۹۴۷ ب‌ام‌و اجازه یافت تولید موتور سیکلت را از سر گیرد. نخستین موتورسیکلت پس از جنگ ب‌ام‌و با نام R24 در سال ۱۹۴۸ به بازار عرضه شد. در حالی که هنوز تولید خودرو برای ب‌ام‌و ممنوع بود، کارخانه انگلیسی BAC با استفاده از نقشه‌های به دست آمده از دفاتر ب‌ام‌و در هنگام جنگ، خودروهای پیش از جنگ ب‌ام‌و را در انگلستان تولید می‌کرد.

تولید خودرو در سال ۱۹۵۲ با تولید سدان بزرگ ۵۰۱ بالاخره آغاز گشت. در دهه ۵۰ ب‌ام‌و مدل‌های سدان، کوپه و کانورتیبل در خط تولید داشت. در سال ۱۹۵۵ با هدف نفوذ به بازار خودروهای ارزان‌قیمت، خودروی کوچک Isetta را به بازار عرضه کرد. 

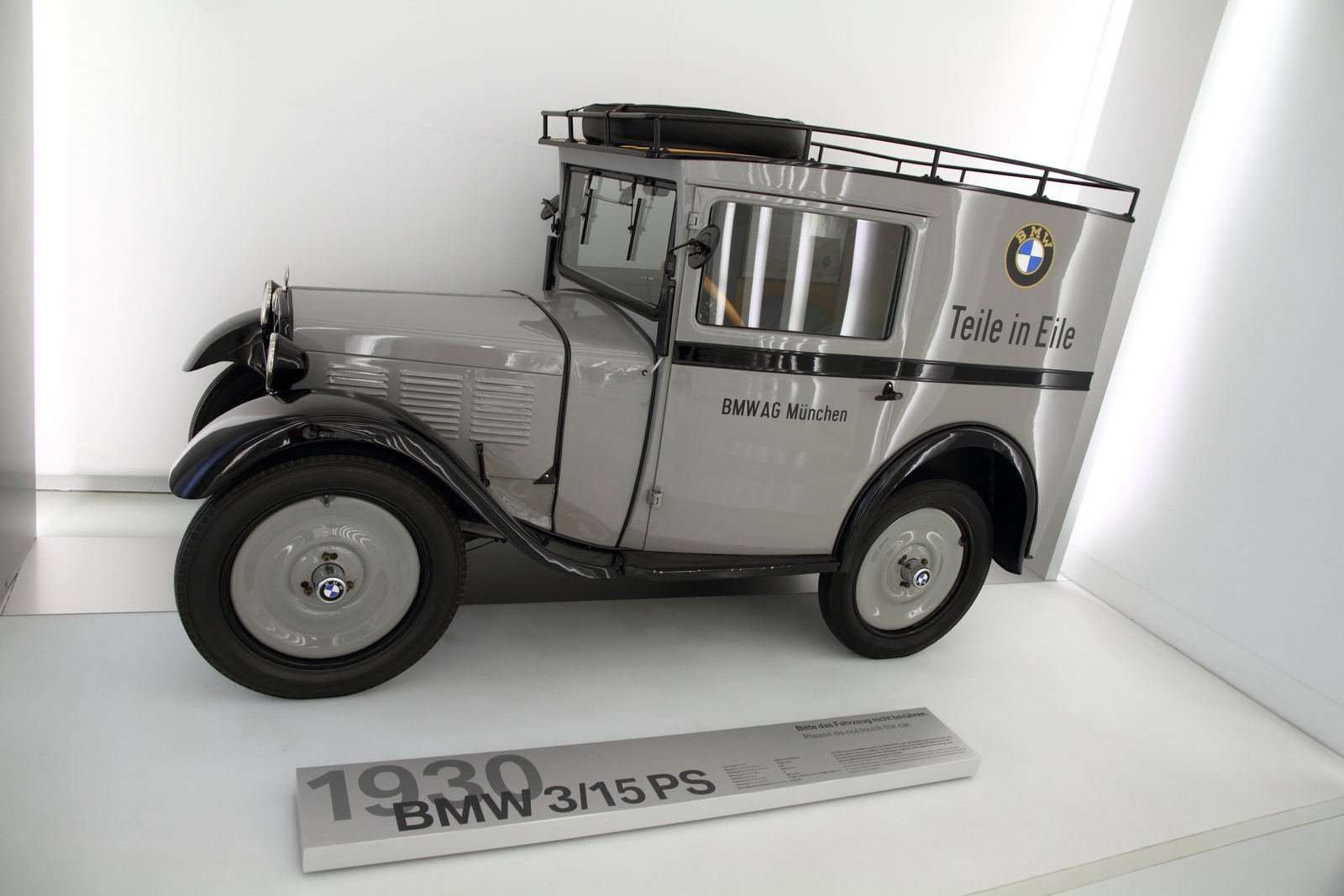
ب‌ام‌و مدل 3/ 15PS (ب‌ام‌و Dixi) از سال ۱۹۳۰

### ۱۹۵۹–۱۹۶۸ دوران سخت و کلاس جدید
در سال ۱۹۵۹ ب‌ام‌و به شدت مقروض بود و روز به روز نیز ضرر می‌کرد. گرچه فروش مدل Isetta قابل قبول بود ولی سود بسیار کمی برای شرکت داشت. مدل ۵۰۱ نیز به‌شمار کمی فروش می‌رفت و زیان آور بود. همچنین در میانه دهه ۵۰ آلمانی‌ها از خرید موتورسیکلت به سمت خودرو روی آوردند که باعث افت شدید فروش موتورسیکلت‌های ب‌ام‌و شد. در این شرایط آمریکن موتورز و گروه روتس به دنبال خرید ب‌ام‌و بودند.
در مجمع عمومی سالانه ب‌ام‌و که در دسامبر ۱۹۵۹ برگزار شد، هاینس فیت (ریاست هیئت ناظر بر مدیریت شرکت) پیشنهاد ادغام با دایملر-بنز را مطرح کرد. سهامداران با این پیشنهاد مخالفت کرده و با سرپرستی فردریک ماترن به دنبال تأمین سرمایه کافی برای جلوگیری از ادغام گشتند. در همان زمان برداران کواندت (هربرت و هرالد) با خریدن بخش عمده‌ای از سهام شرکت به سهامداران اصلی بدل گشتند و سرمایه لازم برای توسعه یک سری مدل‌های جدید را فراهم آوردند. در سال ۱۹۶۰ پروژه‌ای که با نام کلاس جدید Neue Klasse تعریف شد، که هدفش توسعه چند خودرو در کلاس سدان چهاردر بود. محصولات این پروژه در سال ۱۹۶۲ به بازار عرضه شدند و ب‌ام‌و به عنوان یکی از برترین سازندگان خودروهای سدان اسپرت مطرح شد و شرکت را از بحران مالی نجات یافت.

### ۱۹۶۸–۱۹۷۸ دوران تولد سری‌های ۳، ۵ و ۷
در سال ۱۹۶۸ ب‌ام‌و نخستین موتور شش سیلندر خطی خود را پس از جنگ جهانی دوم توسعه داد. این موتور بر روی مدل‌های سدان «سری شش جدید» (که سپس سری ۷ نام گرفت) و کوپه «سری شش جدید» (که سپس سری ۶ خوانده شد) نصب گردید.
در سال ۱۹۷۲ نخستین سری ۵ به بازار عرضه شد تا جایگزین «کلاس جدید» شود. در سال ۱۹۷۶ با استفاده از همین پلتفرم، سری ۶ به بازار عرضه شد. سری ۳ که سدان کوچک ب‌ام‌و بود نیز در سال ۱۹۷۵ معرفی گشت. با معرفی سدان بزرگ سری ۷ در سال ۱۹۷۸ محصولات ب‌ام‌و کامل شد.

### ۱۹۷۸–۱۹۸۹ دوران تولد بخش ام
در سال ۱۹۷۸ ب‌ام‌و ام۱ با همکاری لامبورگینی به عنوان نخستین خودروی موتور وسط ب‌ام‌و توسعه یافت. این نخستین خودروی تولید شده توسط بخش ام شرکت بود. در سال ۱۹۸۰ بخش ام با تولید ب‌ام‌و ۵۳۵ براساس اتاق E12 سری پنج، نخستین مدل خود را براساس یک خودروی عادی توسعه یافته بود، به بازار عرضه کرد. ب‌ام‌و ام۵ نیز که بر اساس اتاق E28 ساخته شده بود، در سال ۱۹۸۵ به بازار عرضه شد. در همین سال ب‌ام‌و ام۳ نیز معرفی شد.
در این دوران نخستین موتور دیزل ب‌ام‌و با نام M21، نخستین خودروی چهارچرخ محرک ب‌ام‌و با نام E30 325iX و نخستین استیشن واگن ب ام نیز به بازار عرضه گشتند. همچنین در سال ۱۹۸۶ اولین موتور وی ۱۲ خود را در ب‌ام‌و سری ۷ معرفی کرد.

#### ۱۹۹۰-تاکنون دوران کنونی
در سال ۱۹۹۴ ب ام و شرکت روور انگلستان را خریداری کرد. هر چند این خریداری از نظر مالی شکست خورد و ب ام و زیان مالی هنگفتی را متحمل شد به‌طوری‌که تا سال ۲۰۰۰ بخش‌های اعظم روور به شرکت‌های مختلف فروخته شدند و تنها مینی در مالکیت ب‌ام‌و باقی ماند. همچنین در سال ۱۹۹۸ ب‌ام‌و شرکت صاحب‌نام رولز-رویس موتور کارز را خریداری کرد که تاکنون نیز آن را در اختیار دارد.

## نام و نشان ب‌ام‌و
نشان این کارخانه از شکل پره‌های ملخ در حال چرخش هواپیما الهام گرفته شده‌است. این نشان در سال ۱۹۲۹ مورد تأیید این کارخانه قرار گرفت.
عوامل بسیاری در طراحی چنین نشانی تأثیر داشتند که در این میان می‌توان به پرچم ایالت بایرن که به رنگ آبی و سفید است و همچنین کارخانهٔ موتورسازی راپ که آن هم در باواریا بود و رنگ‌های آبی و سفید را در نشان خود به کار برده بود؛ اشاره کرد. نخستین موفقیت این شرکت تولید هواپیماهای IIa inline-six بود که در زمان پیکارهای جنگی ایجاد شد. در هنگامهٔ جنگ جهانی دوم نیز ب‌ام‌و دوباره دست به تولید هواپیما و موتورهای آن برای نیروی هوایی آلمان زد.
پس از جنگ دوم جهانی و مواجهه بخش خودروسازی کارخانه در سال ۱۹۵۹ با دشواری‌های مالی جدی، سهامداران باید تصمیم می‌گرفتند که تولید خودرو را ادامه دهند یا کارخانه را معلق کنند. آن‌ها پس از بررسی‌ها، تصمیم گرفتند به کار خود ادامه دهند. ب‌ام‌و حق تولید خودرویی ایتالیایی به نام ایزو ایستا را خریداری نمود. تولید این خودروی کوچک با نیروی محرکهٔ موتورسیکلت‌های ب‌ام‌و باعث سود دهی و موفقیت نسبی دوبارهٔ کارخانه شد و آن را از ورشکستگی نجات داد. در همان سال بود که ۴۵٪ سهام این شرکت توسط خانواده کوانت خریداری شد و بقیه نیز به صورت عمومی به مردم واگذار شد.
بی اِم وی در سال ۱۹۶۶ کارخانهٔ هانس گلس واقع در دینگل فینگ آلمان را خریداری نمود. چنین رایج است که دلیل اصلی خریداری این کارخانه، دستیابی به دانش تولید تسمه تایم برای موتورهایی با میل سوپاپ در بالا، بوده‌است. از آن پس خودروهای گلس با آرم ب‌ام‌و عرضه می‌شد.
در سال ۱۹۹۲ ب‌ام‌و شروع به خریداری یک تأسیسات عظیم طراحی در کالیفرنیای آمریکا کرد که پیش از این متعلق به استودیو DesignworksUSA بود. تملک کامل این تأسیسات تا ۱۹۹۵ به طول انجامید.

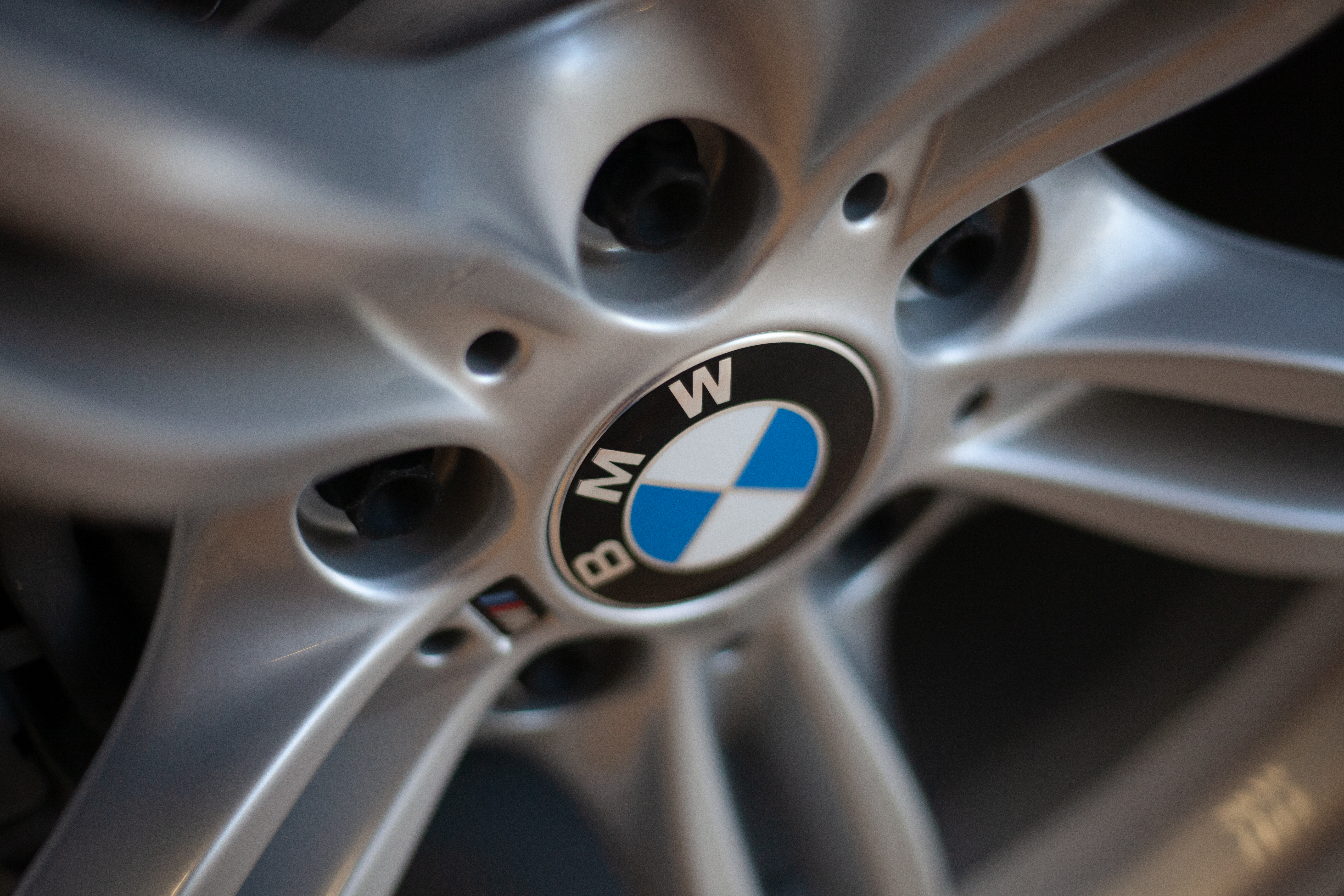
نشان بی ام و بر روی چرخ‌های یک ماشین تولید این شرکت

بی اِم وی در سال ۱۹۹۴ گروه انگلیسی روور، شامل برندهای تولیدی روور، لندروور و ام جی را خریداری کرد. پس از شش سال زیاندهی شدید در سال ۲۰۰۰ ب‌ام‌و تصمیم به فروش روور گرفت. ام جی و روور به کنسرسیوم فینیکس و لندروور به شرکت فورد فروخته شد؛ ولی ب‌ام‌و در مقابل، حقوق مربوط به مینی و رولز-رویس را به دست آورد.
در سال ۲۰۰۲ طراحی خودروهای ب‌ام‌و دچار تغییرات شدیدی شد. از آن جمله می‌توان به طرح‌های رادیکال بی اِم وی سری ۷ و ب‌ام‌و زد ۴ به وسیله کریس بنگل طراح ارشد معروف ب‌ام‌و اشاره کرد. در فوریه ۲۰۰۹ کریس بنگل اعلام کرد پس از هفده سال از ب‌ام‌و جدا خواهد شد. از آن زمان آدریان فن هایدونک هلندی که معاون و دست راست کریس بنگل به‌شمار می‌رفت در سمت رئیس بخش طراحی ب‌ام‌و جایگزین او شده‌است.
در ژانویه ۲۰۱۲ ب‌ام‌و توسط فوربز به عنوان خوشنام‌ترین برند خودرویی دنیا شناخته شد.
موتورهای ساخته شده توسط ب‌ام‌و با اختلافی فاحش مجموعاً دارندهٔ بیشترین عنوان موتور سال در رقابت معتبر بین‌المللی موتور سال می‌باشند.

### گاهشمار
- آغاز کار ب‌ام‌و در سال ۱۹۱۳ توسط کارل فردریش رپ (Karl Friedrich Rapp) در کشور آلمان است.
- در سال ۱۹۱۶ شرکت ب‌ام‌و دست به ساخت موتورهای V۱۲ برای امپراتوری اتریش-مجارستان زد.[نیازمند منبع]
- در سال ۱۹۱۷ کارل رپ از مدیریت کناره‌گیری کرد و فرانتس یوزف پوپ از کارخانه داران اتریشی جایگزین وی شد.
- در سال ۱۹۱۸ شرکت به نام ب‌ام‌و آ. گِ درآمد.
- در سال ۱۹۱۹ ب‌ام‌و نخستین موتور موتورسیکلت خود را طراحی نمود که در موتورسیکلتی به نام ویکتوریا ساخت یک شرکت در نورمبرگ به کار رفت.
- در سال ۱۹۲۳ ب‌ام‌و نخستین موتور سیکلت خود را به نام اِر ۳۲ (R۳۲) تولید نمود، اِر ۳۲ موتوری ۵۰۰cc و هواخنک داشت.
- در سال ۱۹۲۷ شرکت ب‌ام‌و نخستین خودروی سواری خود را تولید نمود و خودروساز گردید.

### لوگو

لوگوی مورد استفاده روی خودروها
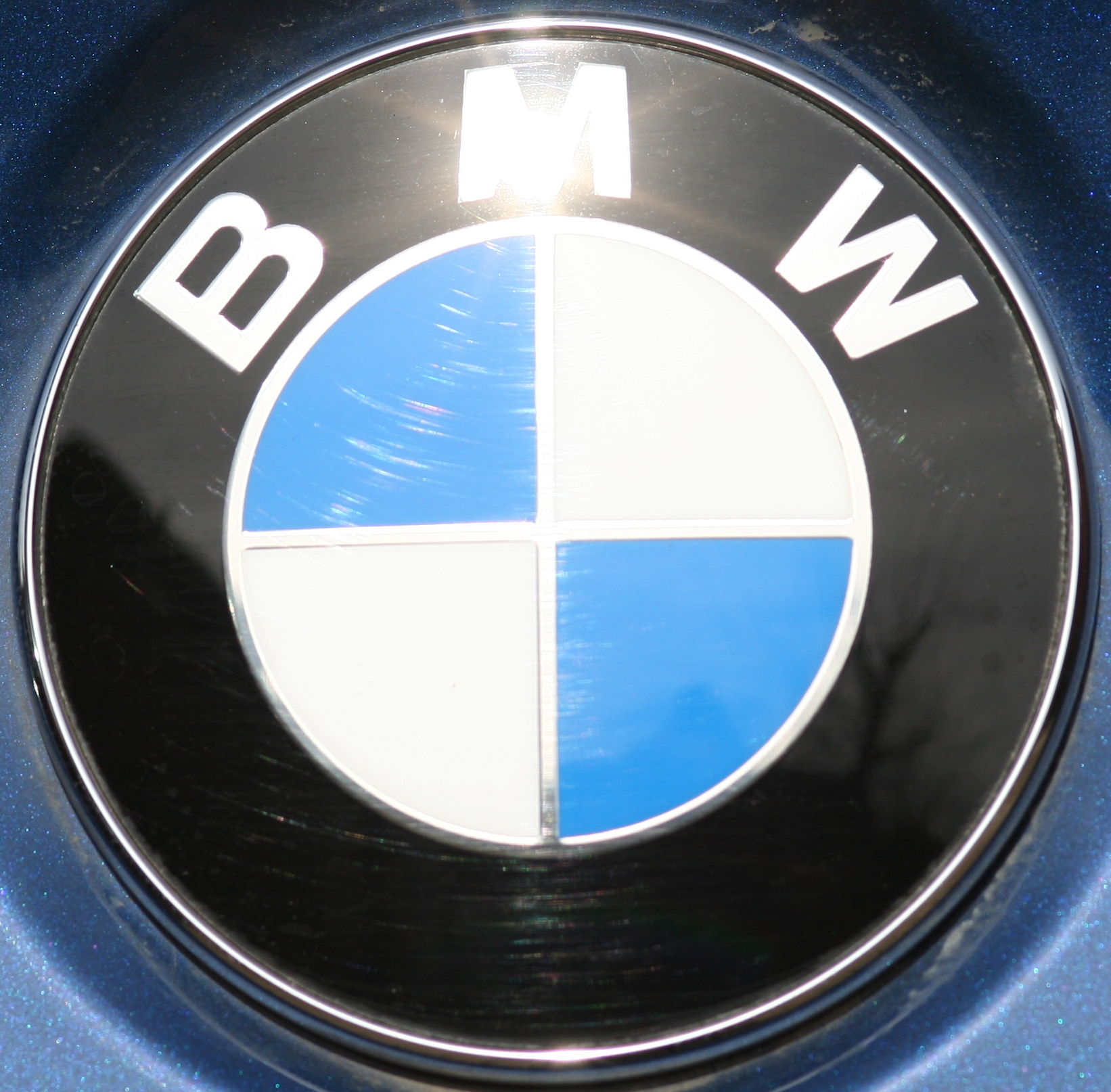
لوگو روی یک خودروی ب‌ام‌و
لوگوی مورد استفاده برای مصارف عمومی از مارس ۲۰۲۰

## سهامداران
براساس اشخاص: •  اشتفان کواندت ۱۷/۶۴٪ •  یوهانا کواندت: ۱۶/۷٪ •  زوزانه کلاتن: ۱۲/۶٪ •  سهام آزاد عرضه‌شده در بورس: ۵۳/۳٪.
براساس نوع: •  سرمایه‌گذاران استراتژیک: ۴۶/۷٪ •  سرمایه‌گذاران صنعتی: ۴۰/۶٪ •  بقیهٔ سرمایه‌گذاران: ۱۲/۷٪.

## فرهنگ نامگذاری محصولات[۷]
ب‌ام‌و در نامگذاری محصولات خود شامل خودروها و موتورسیکلت‌ها به‌طور معمول از قواعدی استوار پیروی می‌کند. خودروهای ب‌ام‌و معمولاً با یک عدد سه رقمی که در ادامه یک یا دو حرف نیز آن را دنبال می‌کند نامگذاری می‌شوند. بدین‌صورت که رقم اول مشخص‌کنندهٔ سری (که در فارسی اتاق هم خوانده می‌شود) خودروست و دو رقم بعدی نشانگر حجم تقریبی موتور آن. از مجموعه حروفی که در ادامهٔ عدد به کار می‌روند می‌توان به موارد زیر اشاره نمود:
i: بنزینی بودن موتور
d:موتور دیزل
L: کمی طولانی‌تر بودن فاصله|بین دو محور (استفاده از آن در سری ۷ معمولتر است)
x: اصطلاحاً چهارچرخ متحرک بودن خودرو
c:دارا بودن قابلیت تبدیل به حالت کابریوله (کروکی)
به عنوان نمونه 520i یک خودرو ب‌ام‌و سری ۵ با موتوری بنزینی به حجم تقریبی ۲ لیتر می‌باشد. البته این نامگذاری استثناهایی دارد به عنوان مثال می‌توان به ردهٔ محصولات برقی هیبریدی ب‌ام‌و اشاره نمود که با یک حرف i در ابتدای نامشان مشخصند مانند i8 یا i3. همچنین محصولات اصطلاحاً تیونینگ شدهٔ ب‌ام‌و در بخش موتوراسپورت (متناظر بخش AMG در شرکت رقیب بنز) آن که از زیرمجموعه‌های خود شرکت می‌باشد با حرف M در ابتدای نام متمایزند مانند M3 یا M5.

## تولید

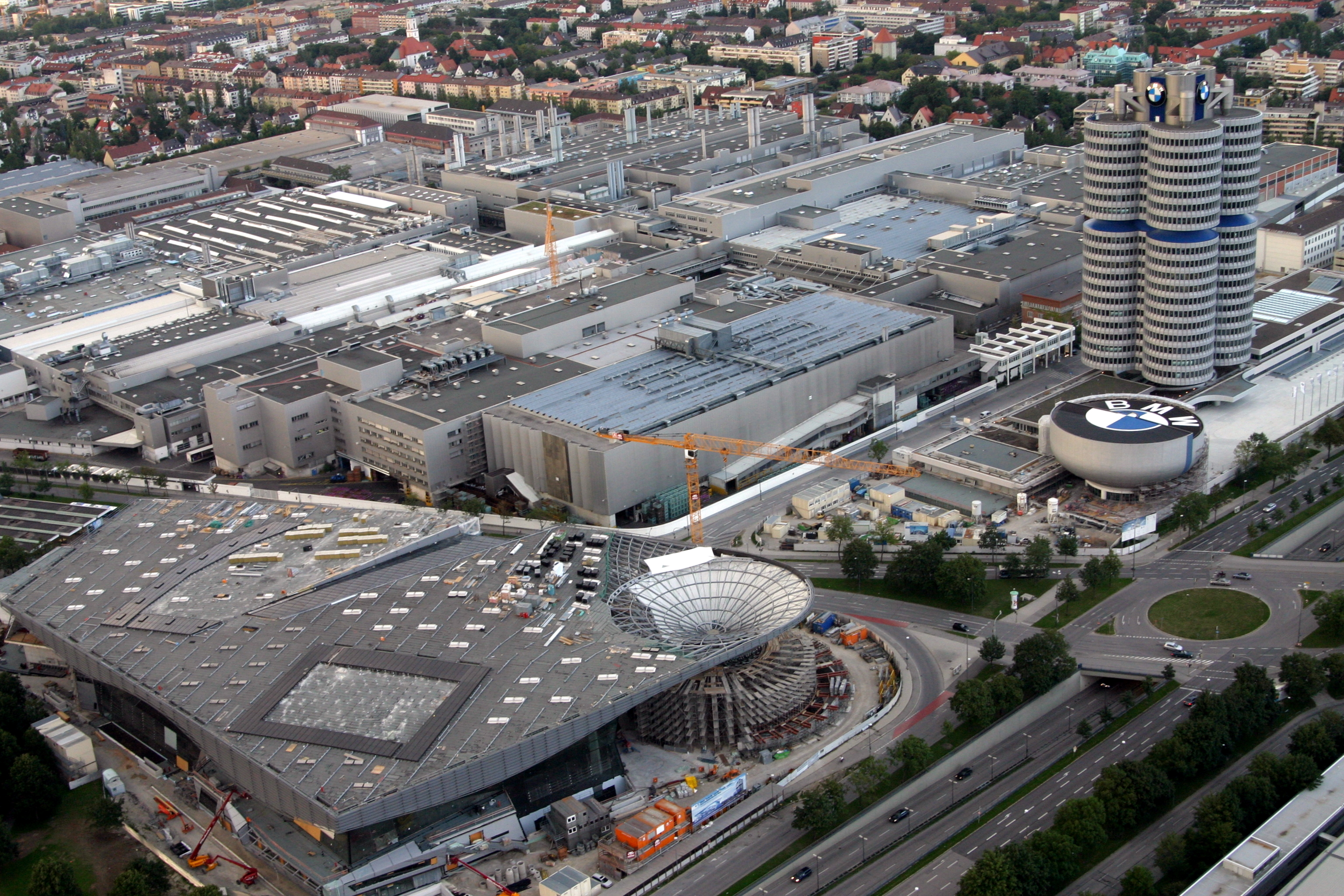
دفتر مرکزی BMW در مونیخ. برج و موزه در بخش عقب سمت راست قابل مشاهده است.

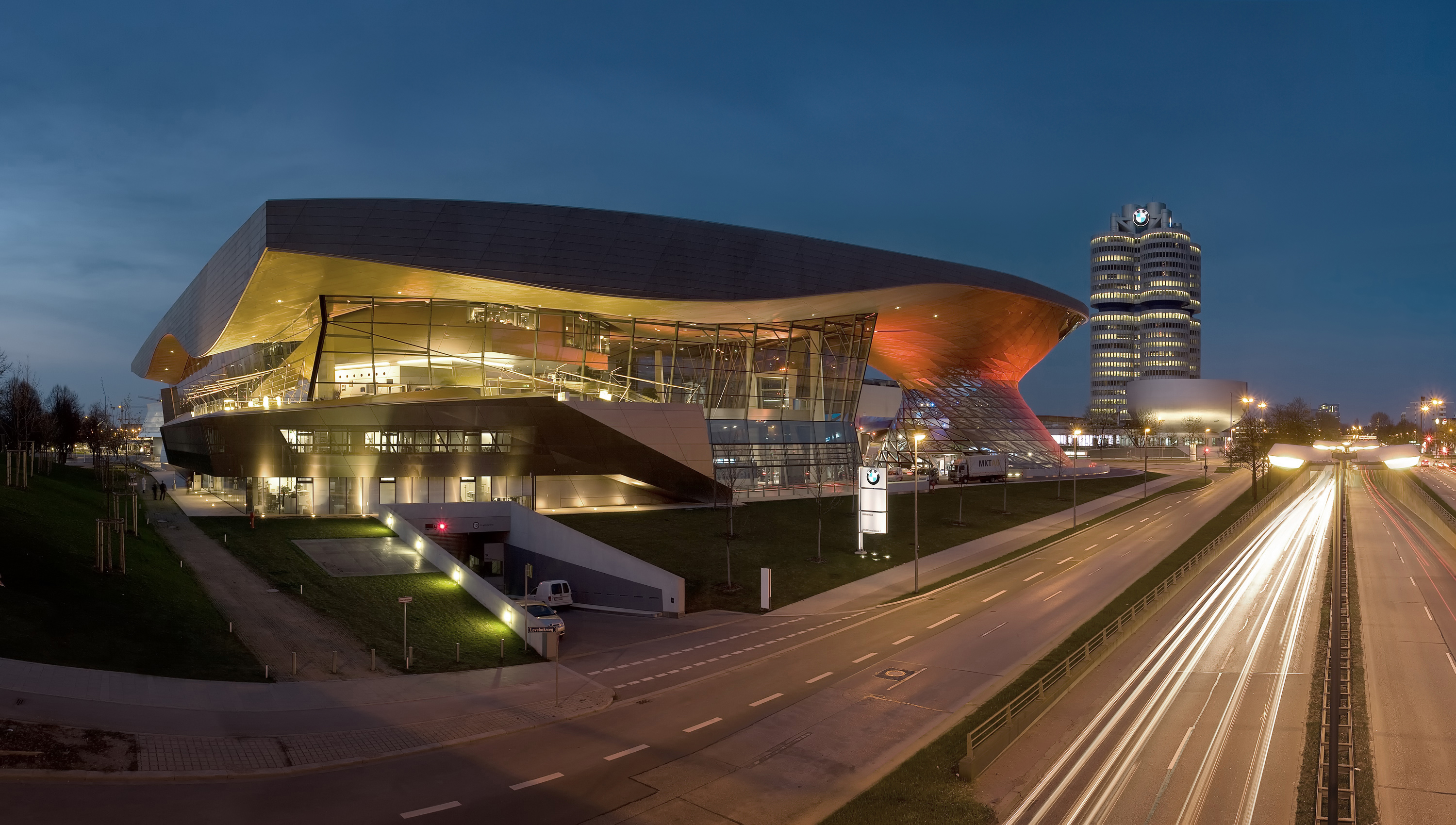
ب‌ام‌و ولت یک نمایشگاه ترکیبی، موزه ماجراجویی و محل برگزاری رویدادها است که در منطقه ام ریسفلد در شهر مونیخ قرار دارد این مکان در کنار پارک المپیک در مجاورت دفتر مرکزی ب‌ام‌و و کارخانه ب‌ام‌و قرار دارد و از اوت ۲۰۰۳ تا تابستان ۲۰۰۷ ساخته شده است. یک سیستم خورشیدی با توان ۸۰۰ کیلووات بر روی سقف ساختمان اصلی نصب شده است. افتتاحیه در ۱۷ اکتبر ۲۰۰۷ انجام شد. ب‌ام‌و ولت پربازدیدترین جاذبه گردشگری در بایرن است.

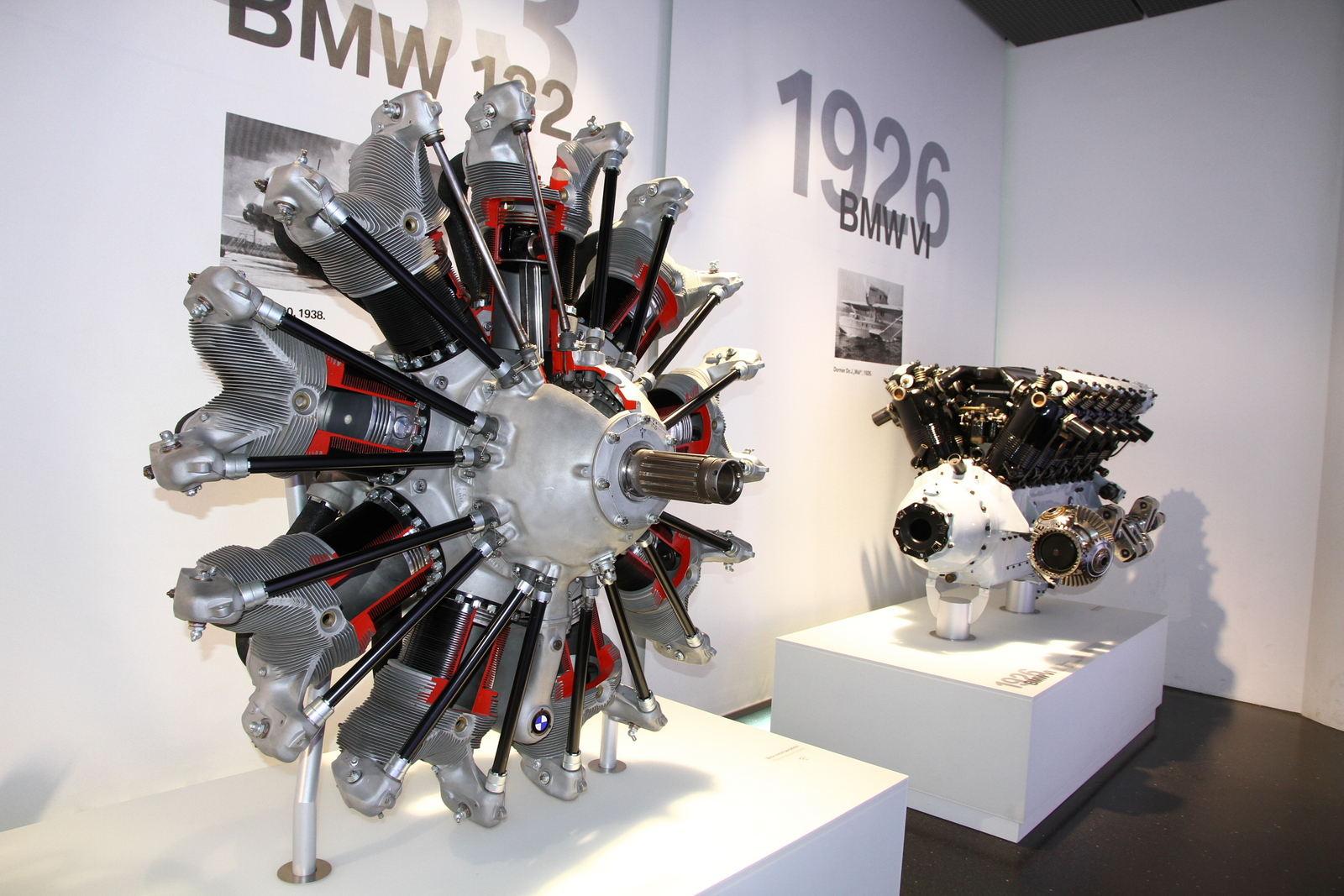
موتور ب‌ام‌و ۱۳۲

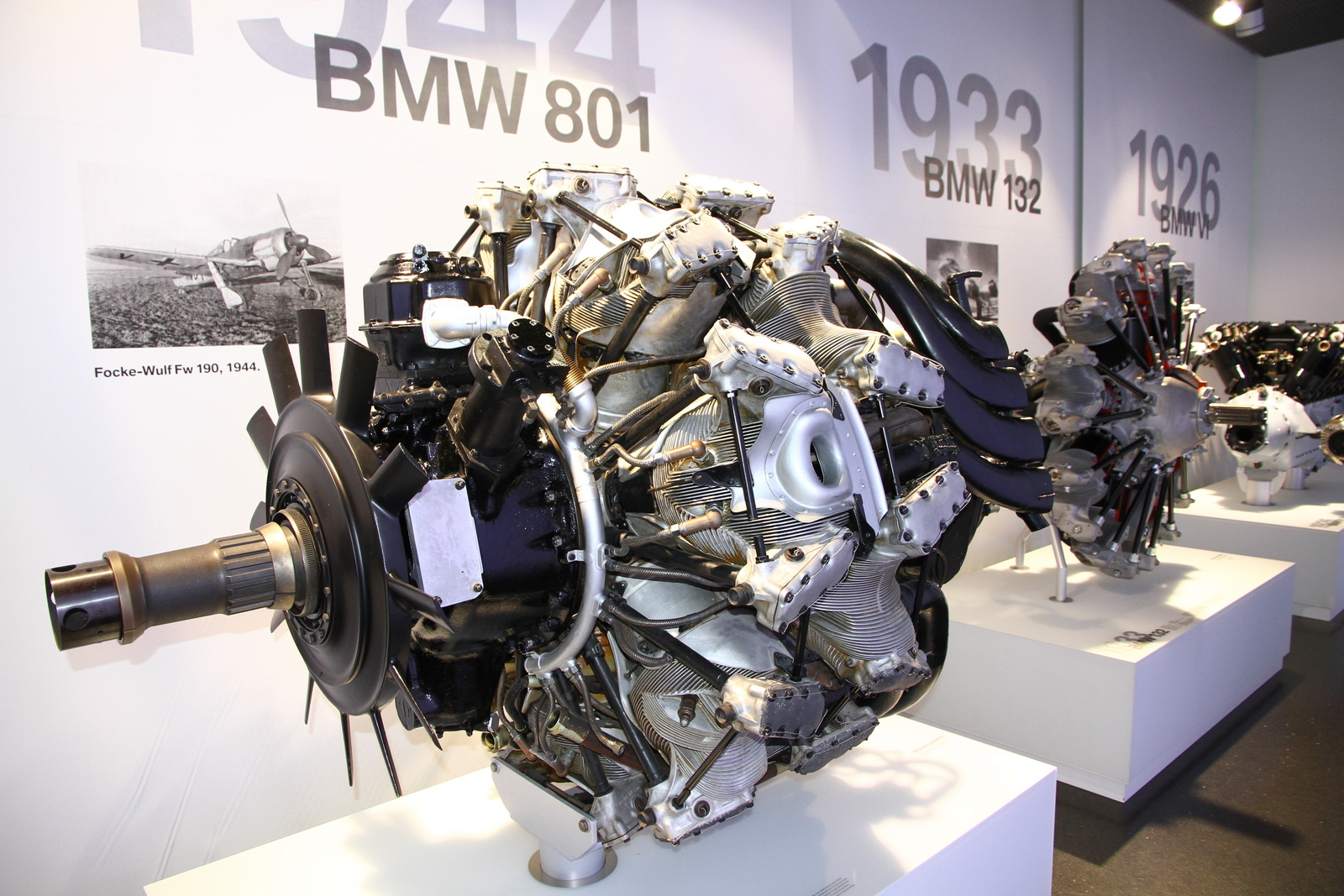
موتور ب‌ام‌و ۸۰۱

در سال ۲۰۰۶ گروه ب‌ام‌و (شامل مینی و رولزرویس) در ۵ کشور شمار ۱٬۳۶۶٬۸۳۸ دستگاه خودرو تولید کرد. در سال ۲۰۱۰، تولیدات خودرویی این گروه به ۱۴۸۱۲۵۳ دستگاه رسید.
براساس گزارش‌ها حدود ۵۶٪ خودروهای تولید شده با لوگوی ب‌ام‌و مجهز به موتور بنزینی و مابقی دیزلی هستند. حدود ۲۷٪ خودروهای بنزینی، چهار سیلندر و حدود ۹٪ نیز هشت سیلندر هستند. همچنین ب‌ام‌و با همکاری مونتاژکنندگان محلی، بعضی محصولات خود را در کشورهایی مانند ایالات متحده، تایلند، روسیه، مصر، اندونزی، مالزی، چین و هند تولید می‌کند.

### تولید سالیانه
| سال  | ب‌ام‌و      | مینی    | رولزرویس | موتورسیکلت |
| ---- | --------- | ------- | -------- | ---------- |
| ۲۰۰۵ | ۱٬۱۲۲٬۳۰۸ | ۲۰۰٬۱۱۹ | ۶۹۲      | ۹۲۰۱۳      |
| ۲۰۰۶ | ۱٬۱۷۹٬۳۱۷ | ۱۸۶٬۶۷۴ | ۸۴۷      | ۱۰۳٬۷۵۹    |
| ۲۰۰۷ | ۱٬۳۰۲٬۷۷۴ | ۲۳۷٬۷۰۰ | ۱٬۰۲۹    | ۱۰۴٬۳۹۶    |
| ۲۰۰۸ | ۱٬۲۰۳٬۴۸۲ | ۲۳۵٬۰۱۹ | ۱٬۴۱۷    | ۱۱۸٬۴۵۲    |
| ۲۰۰۹ | ۱٬۰۴۳٬۸۲۹ | ۲۱۳٬۶۷۰ | ۹۱۸      | ۹۳٬۲۴۳     |
| ۲۰۱۰ | ۱٬۲۳۶٬۹۸۹ | ۲۴۱٬۰۴۳ | ۳٬۲۲۱    | ۱۱۲٬۲۷۱    |
| ۲۰۱۱ | ۱٬۴۴۰٬۳۱۵ | ۲۹۴٬۱۲۰ | ۳٬۷۲۵    | ۱۱۰٬۳۶۰    |
| ۲۰۱۲ | ۱٬۵۴۷٬۰۵۷ | ۳۱۱٬۴۹۰ | ۳٬۲۷۹    | ۱۱۳٬۸۱۱    |
| ۲۰۱۳ | ۱٬۶۹۹٬۸۳۵ | ۳۰۳٬۱۷۷ | ۳٬۳۵۴    | ۱۱۰٬۱۲۷    |
| ۲۰۱۴ | ۱٬۸۳۸٬۲۶۸ | ۳۲۲٬۸۰۳ | ۴٬۴۹۵    | ۱۳۳٬۶۱۵    |
| ۲۰۱۵ | ۱٬۹۳۳٬۶۴۷ | ۳۴۲٬۰۰۸ | ۳٬۸۴۸    | ۱۵۱٬۰۰۴    |
| ۲۰۱۶ | ۲٬۰۰۲٬۹۹۷ | ۳۵۲٬۵۸۰ | ۴٬۱۷۹    | ۱۴۵٬۵۵۵    |
| ۲۰۱۷ | ۲٬۱۲۳٬۹۴۷ | ۳۷۸٬۴۸۶ | ۳٬۳۰۸    | ۱۸۵٬۶۸۲    |

### فروش جهانی
جدول زیر بر اساس آمار فروش جهانی ب‌ام‌و در تمامی بازارها تنظیم شده‌است.
| سال  | ب‌ام‌و      | مینی    | رولزرویس | موتورسیکلت |
| ---- | --------- | ------- | -------- | ---------- |
| ۲۰۰۰ | ۸۲۲٬۱۸۱   |         |          |            |
| ۲۰۰۱ | ۸۸۰٬۶۷۷   |         |          |            |
| ۲۰۰۲ | ۹۱۳٬۲۲۵   |         |          |            |
| ۲۰۰۳ | ۹۲۸٬۱۵۱   |         |          |            |
| ۲۰۰۴ | ۱٬۰۲۳٬۵۸۳ |         |          |            |
| ۲۰۰۵ | ۱٬۱۲۶٬۷۶۸ | ۲۰۰٬۴۲۸ | ۷۹۶      | ۹۷٬۴۷۴     |
| ۲۰۰۶ | ۱٬۱۸۵٬۰۸۸ | ۱۸۸٬۰۷۷ | ۸۰۵      | ۱۰۰٬۰۶۴    |
| ۲۰۰۷ | ۱٬۲۷۶٬۷۹۳ | ۲۲۲٬۸۷۵ | ۱٬۰۱۰    | ۱۰۲٬۴۴۷    |
| ۲۰۰۸ | ۱٬۲۰۲٬۲۳۹ | ۲۳۲٬۴۲۵ | ۱٬۲۱۲    | ۱۱۵٬۱۹۶    |
| ۲۰۰۹ | ۱٬۰۶۸٬۷۷۰ | ۲۱۶٬۵۳۸ | ۱٬۰۰۲    | ۱۰۰٬۳۵۸    |
| ۲۰۱۰ | ۱٬۲۲۴٬۲۸۰ | ۲۳۴٬۱۷۵ | ۲٬۷۱۱    | ۱۱۰٬۱۱۳    |

## خودروها

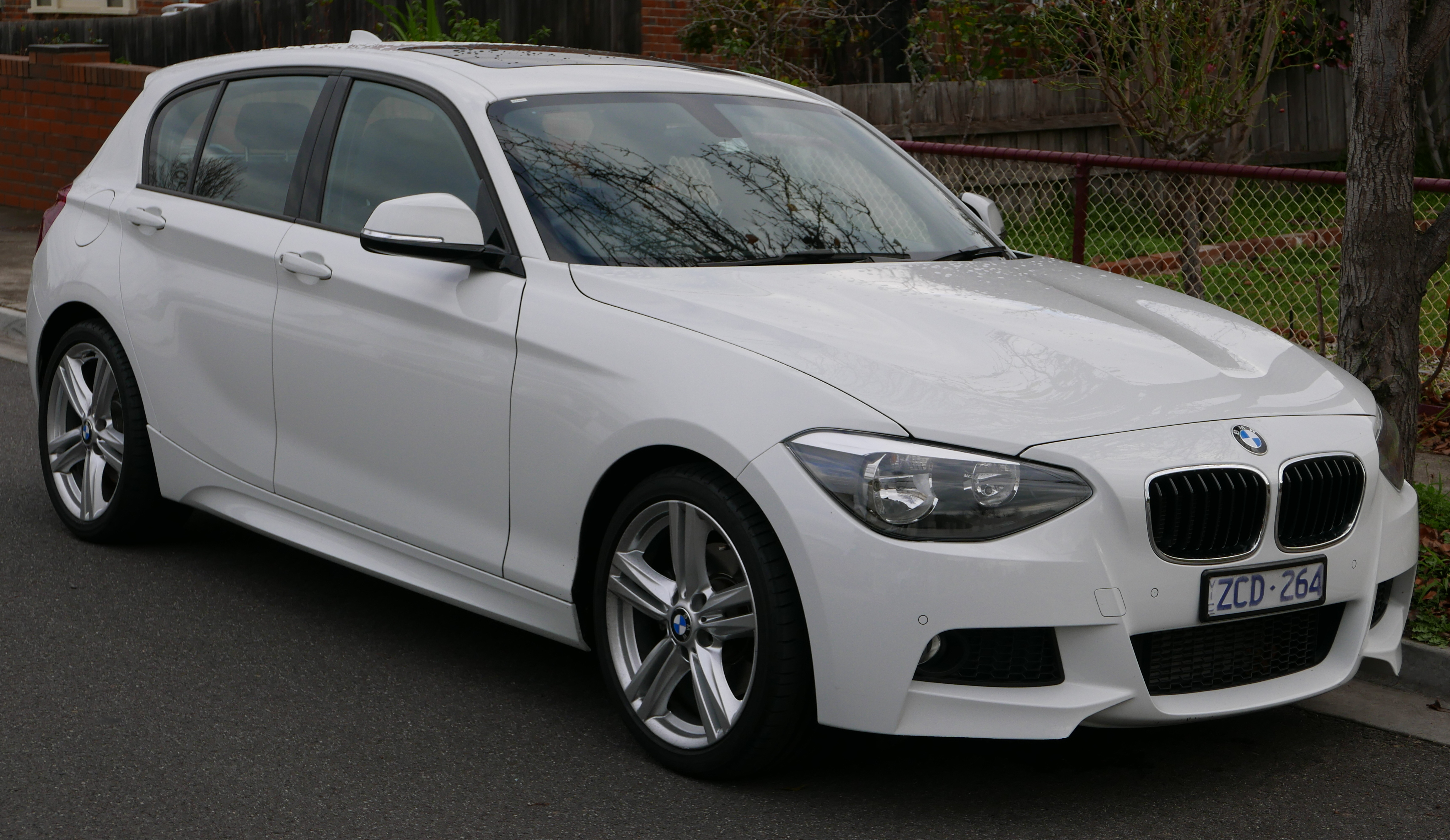
ب‌ام‌و سری ۱ F۲۰، کوچک‌ترین مدل تولیدی ب‌ام‌و

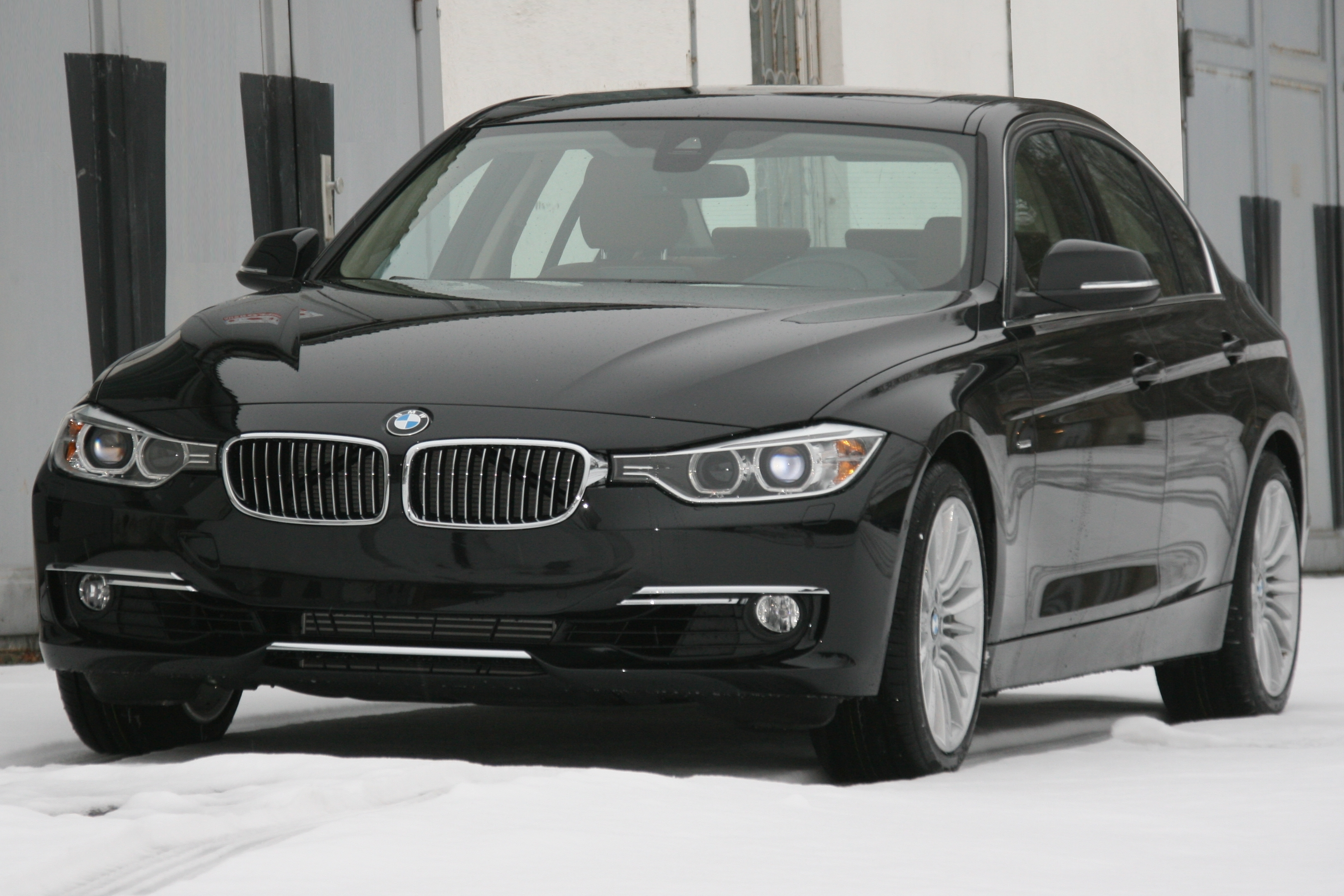
ب‌ام‌و سری ۳ F۳۰، از پرطرفدارترین مدل‌های ب‌ام‌و

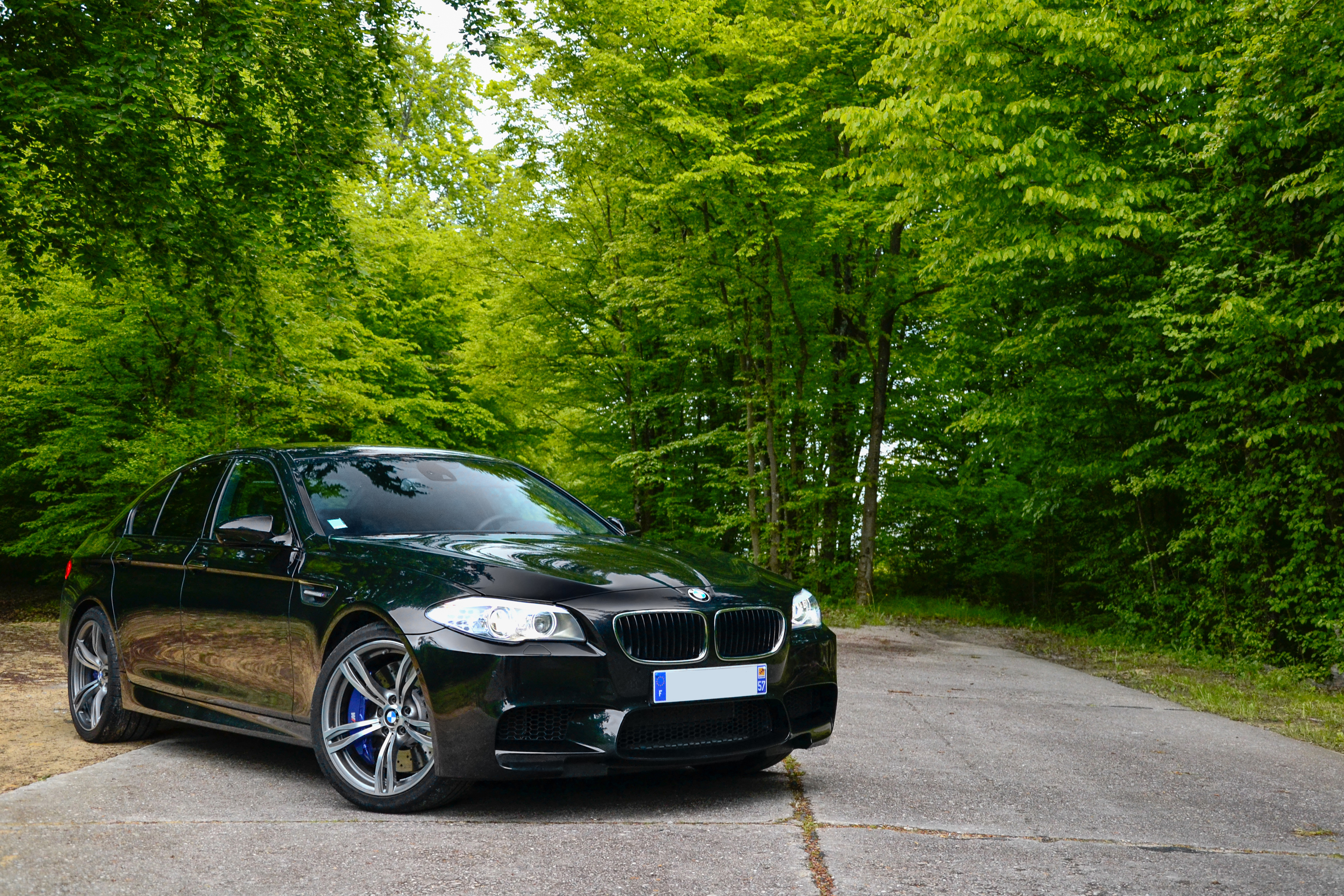
ب‌ام‌و سری ۵ از پرطرفدارترین مدل‌های ب‌ام‌و

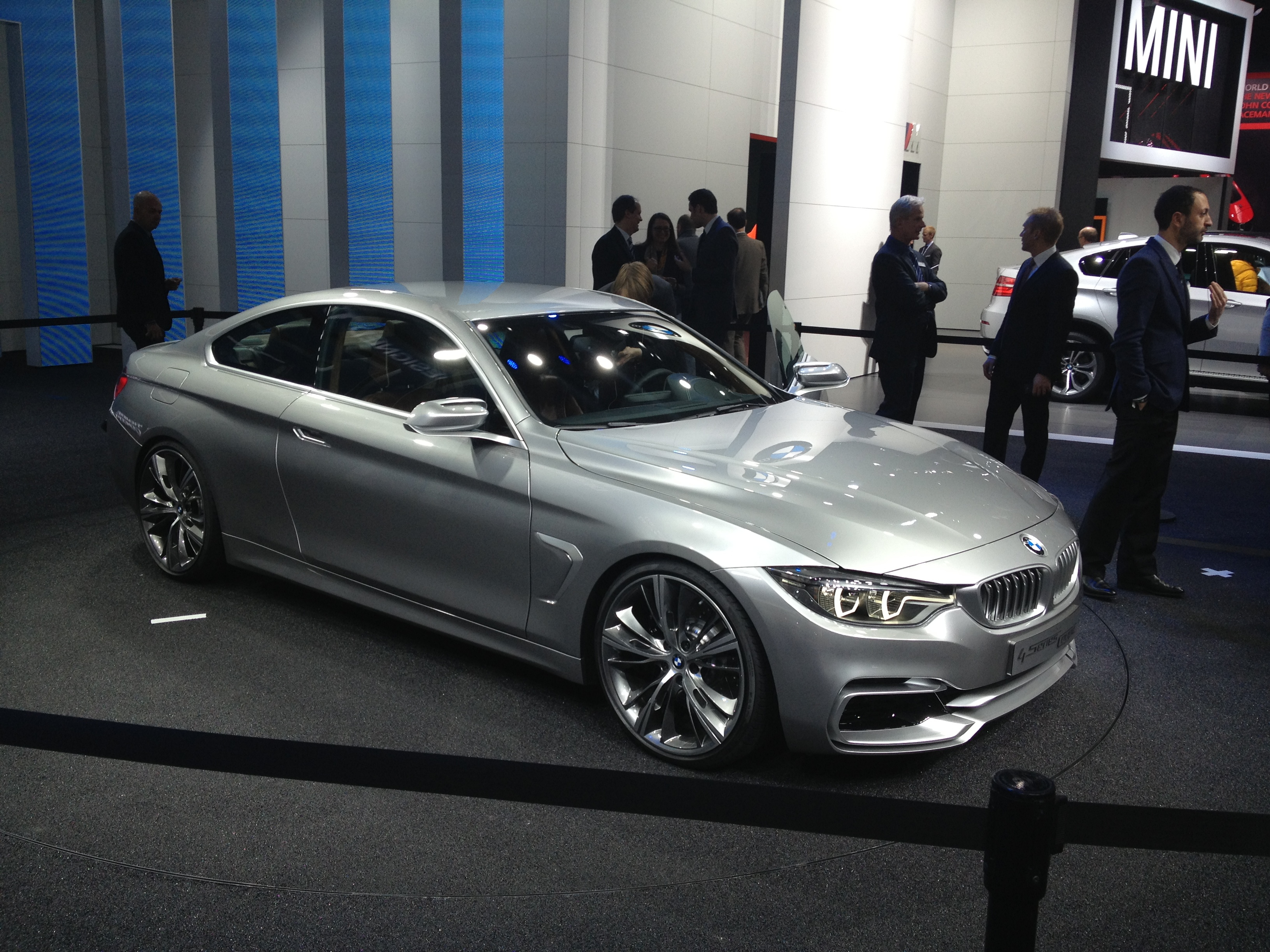
ب‌ام‌و سری ۴ کوپه

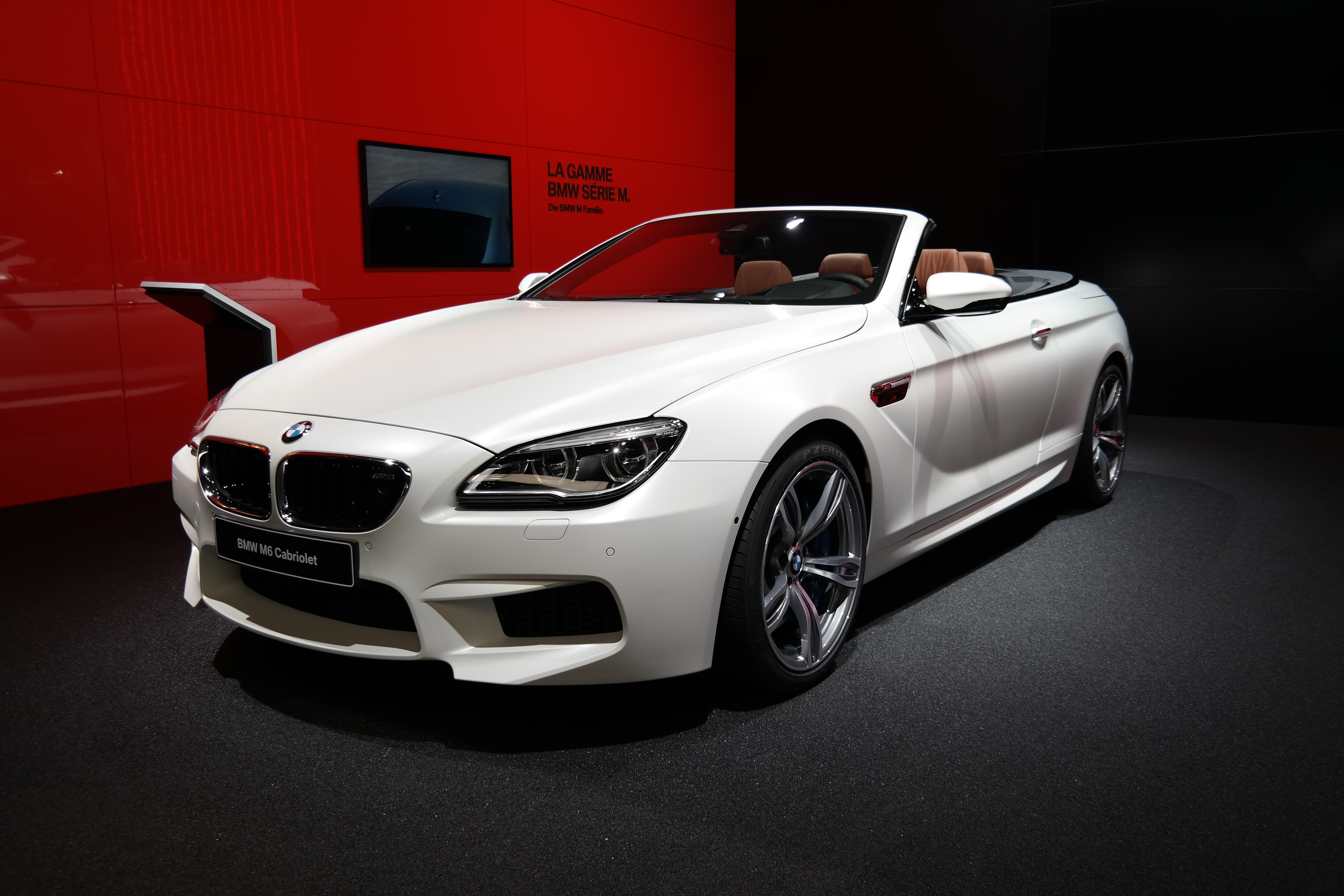
ب‌ام‌و سری ۶

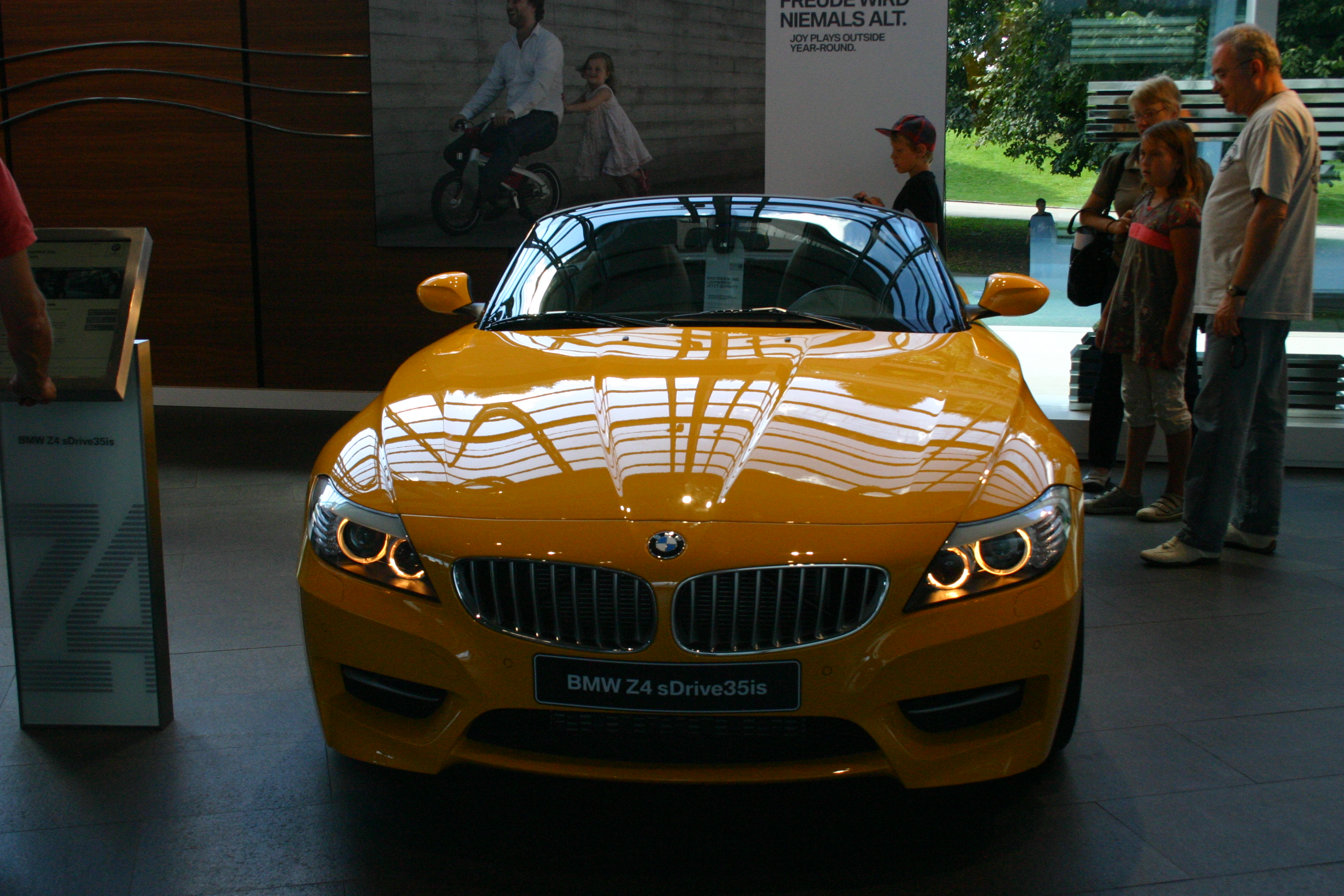
ب‌ام‌و زد۴

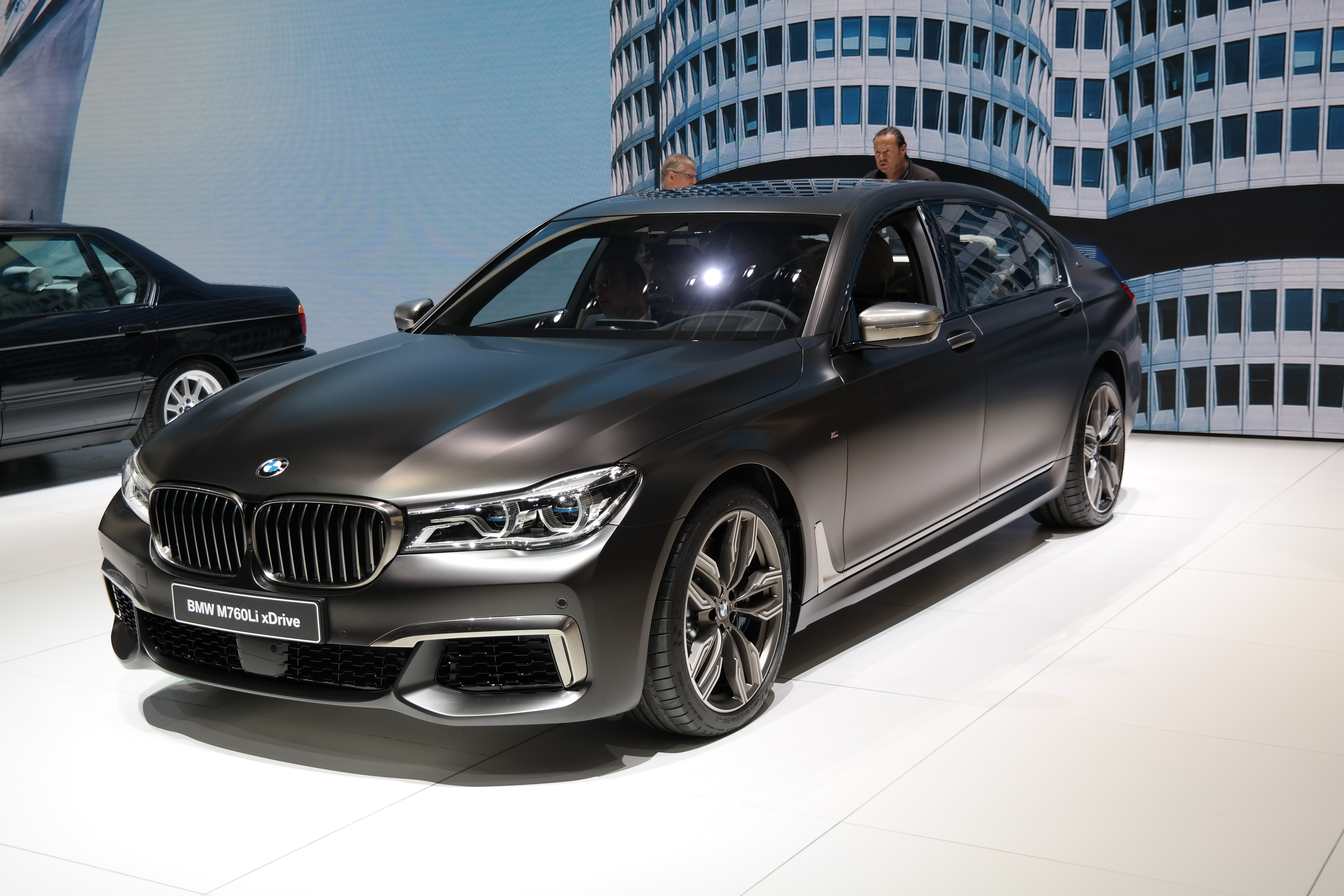
ب‌ام‌و سری ۷ لوکس

خودروهای تولیدی ب‌ام‌و به شرح زیر هستند:
- ب‌ام‌و سری ۱ - هاچ‌بک
- ب‌ام‌و سری ۲ -کوپه، کانورتیبل
- ب‌ام‌و سری ۳ - سدان، استیشن
- ب‌ام‌و سری ۴ -کوپه، کانورتیبل
- ب‌ام‌و سری ۵ - سدان، استیشن
- ب‌ام‌و سری ۵ گرن توریزمو - استیشن
- ب‌ام‌و سری ۶ - کوپه، کانورتیبل
- ب‌ام‌و سری ۷ - سدان
- ب‌ام‌و سری ۸ - کوپه، کانورتیبل
- ب‌ام‌و زد۴ - رودستر اسپرت
- ب‌ام‌و ایکس۱ - هاچ‌بک SUV
- ب‌ام‌و ایکس۲ - کوپه SUV
- ب‌ام‌و ایکس۳ - SUV
- ب‌ام‌و ایکس۴ - کوپه SUV
- ب‌ام‌و ایکس۵ - SUV
- ب‌ام‌و ایکس۶ - کوپه SUV
- ب‌ام‌و ایکس۷ - SUV[۸]

### ب‌ام‌و سری ۱
ب‌ام‌و سری ۱ کوچک‌ترین خودروی تولیدی ب‌ام‌و است که در سه نوع مختلف هاچ بک، کوپه و کانورتیبل با ۱۱ نوع مختلف موتور بنزینی و دیزلی عرضه می‌شود. نسل اول ب‌ام‌و سری ۱ با کد تولیدی E۸۲/۸۸ در سال ۲۰۰۴ برای نخستین بار به بازار عرضه شد. از سال ۲۰۱۱ نسل دوم این سری با کد تولیدی F۲۰ معرفی شد. این خودرو با ۱۱ نوع مختلف موتور عرضه می‌شود.

### ب‌ام‌و سری ۳
معروفترین و محبوبترین مدل ب‌ام‌و محسوب می‌شود که ساخت آن از سال ۱۹۷۵ بی‌وقفه ادامه دارد. تاکنون شش نسل از ب‌ام‌و سری ۳ به بازار عرضه شده‌است که همگی از بهترین سدان‌های کوچک موجود در بازار بوده‌اند. سری سه به تعادل خیره‌کننده و سامانه بی‌نظیر تعلیقش مشهور است که باعث شده بتواند بهتر از هر خودروی دیگری در این کلاس، از هر پیچی عبور کند. اکنون نسل ششم این خودرو با کد تولیدی F۳۰ و ۸ نوع مختلف موتور بنزینی و دیزلی عرضه می‌شود، این خودرو تا نسل پیشین خود (e90) و… در دو مدل کوپه و کانورتیبل نیز عرضه می‌شد.

### ب‌ام‌و سری ۴
یک کوپه کامپکت تولید شده توسط شرکت ب‌ام‌و است. نخستین جزئیات رسمی سری ۴ به‌طور رسمی در ۵ دسامبر ۲۰۱۲ منتشر شد و جزئیات گویای این بود که ب‌ام‌و قصد دارد جایگزین کوپه ۳ سری جدید را با نام جدید ۴ سری تولید کند تا محصولات خانوادگی و اسپرت خود را از هم متمایز کند.

### ب‌ام‌و سری ۵
سدان سایز متوسط ب‌ام‌و از سال ۱۹۷۲ و طی هفت نسل به بازار عرضه شده‌است. نسل ششم این خودرو با کد تولیدی F۱۰ در سال ۲۰۱۰ معرفی شد و در مدل‌های سدان و استیشن و با ۷ نوع مختلف موتور بنزینی و دیزلی در دسترس است. همچنین نسل هفتم آن که از سال ۲۰۱۷ با کد g30 شناخته می‌شود و با تیپ‌های سدان و استیشن موجود است. مدل ام ۵ نسل هفتم که با کد F90 شناخته می‌شود می‌توان گفت اکنون سریع‌ترین سدان بنزینی موجود در بازار است.

### ب‌ام‌و سری ۶
مدل اسپرت بزرگ ب‌ام‌و محسوب می‌شود. این مدل در ابتدا به صورت دو در کوپه در سال ۱۹۷۶ به بازار معرفی شد اما تولید آن در سال ۱۹۸۹ متوقف گردید. در سال ۲۰۰۳ شرکت تصمیم گرفت این مدل را بر پایه ب‌ام‌و سری ۵ بازسازی کند. از سال ۲۰۱۰ نیز نسل سوم این خودرو با کد F12/F۱۳ در سه مدل کوپه، کانورتیبل (سقف باز شو) و گران کوپه (تلفیقی از کوپه و سدان به صورت کوپهٔ چهار در) و با سه موتور بنزینی و دو موتور دیزلی به بازار عرضه می‌شود. ب‌ام‌و سری ۶ با اینکه از فروش مطلوبی برخوردار بوده همواره هدف انتقادات گروهی از صاحب نظران و دوستداران ب‌ام‌و در زمینه طراحی خارجی بوده‌است.

### ب‌ام‌و سری ۷
بزرگ‌ترین و مجلل‌ترین خودروی سدان (چهار در صندوق دار) ب‌ام‌و است که از سال ۱۹۷۷ تاکنون طی پنج نسل ساخته شده‌است. این خودرو اکنون به دو صورت عادی و کشیده، با سه نوع موتور بنزینی و دو موتور دیزلی تولید می‌شود.
ب‌ام‌و به صورت تحقیقاتی این مدل را با موتور هیدروژنی نیز ساخته‌است. ب‌ام‌و فول سایز سری ۷، بزرگ‌ترین و لوکس‌ترین خودرویی است که در صف تولیدات ب‌ام‌و قرار گرفته‌است. در این سری شمار متنوعی از موتورهای توربوشارژ با شش، هشت یا دوازده سیلندر با سوخت‌های بنزین، دیزلی و هیبرید پر پایه چرخ‌های متحرک تولید می‌شود. در حالی که نسل پیشین سری ۷ آغازگر دوران جنجالی و پرتنش در طراحی بود، آخرین مدل سری ۷ یک رویکرد بسیار محافظه کارانه تر و مسلماً زیباتر را ارائه می‌دهد. در این سری خودرو از پویایی بهتری برای رانندگی برخوردار شده‌است و با نسخه به روز شده سامانه سرگرمی iDrive به همه نیازهای اساسی رانندگان را برآورده می‌سازد.

### ب‌ام‌و سری ۸

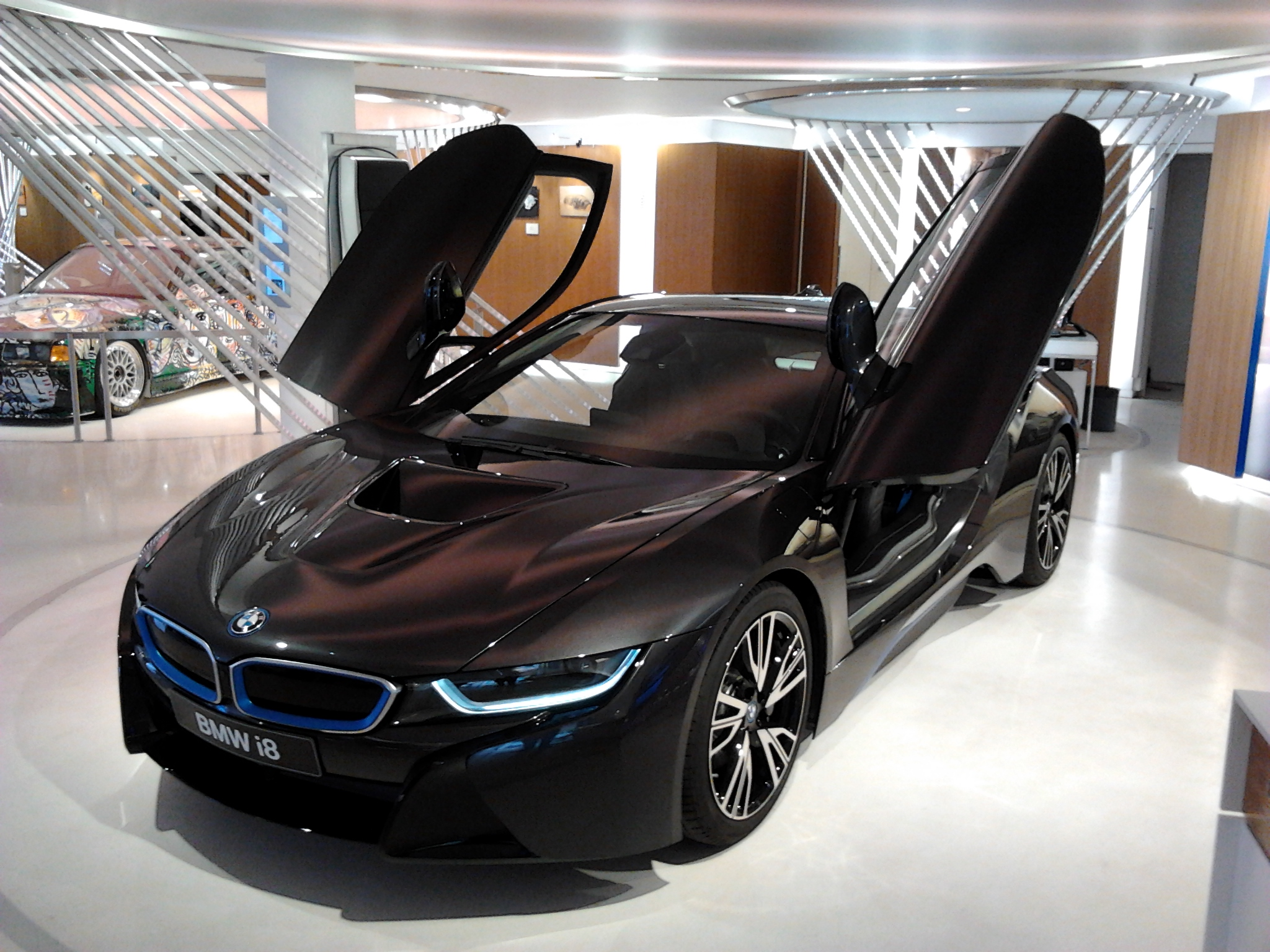
ب‌ام‌و آی۸

## موتور سیکلت‌ها
کارخانهٔ ب‌ام‌و ابتدا شروع به ساخت پیشرانه موتورسیکلت نمود، سپس در سال‌های آغازین جنگ جهانی اول شروع به ساخت موتور سیکلت کرد. نخستین موتور سیکلت موفقیت‌آمیز این شرکت پس از مدل به درد نخور (Helios and Flink) آر ۳۲ (R32) نام داشت. این موتور سیکلت دارای موتور بوکسر (Boxer)دوقلو بود که در آن سیلندر ICCE از هر طرف موتور سیکلت بیرون زده بود. به غیر از مدل‌های تکی تمامی مدل‌های موتور سیکلت‌های ساخته شده توسط ب‌ام‌و ظاهری منحصربه‌فرد داشتند و این ظاهر را تا سال ۱۹۸۰ حفظ کردند. هنوز موتورهای ب‌ام‌و ای هستند که به همین شکل ساخته می‌شوند و نام خود را با سری آر بر زبان‌ها انداخته‌اند. در بحبوحه جنگ جهانی دوم ب‌ام‌و شروع به ساخت موتور سیکلت آر ۷۵ کرد که جایی برای نصب کنار خودرو داشت.
این همراه بود با طراحی یکتای آن که از روی زوندپ (Zündapp) کپی برداری شده بود و چرخ‌های آن همان چرخ‌های موتور بود و دیفرانسیل آن روی موتور قفل می‌شد. همین باعث استحکام بسیار آن شد به‌طوری‌که آن را به خودرو جیپ بسیار شبیه کرد.
در سال ۱۹۸۳ مدل‌های سری ک (K Series) پا به عرصهٔ وجود گذاشتند آن‌ها را آجرهای پرنده (The Flying Brick) می‌نامیدند. (این نامگذاری به خاطر آن بود که نخستین موتور این سری یعنی ک۱ (K1) به همین نام معروف بود. مدت اندکی پس از آن ب‌ام‌و شروع به تولید موتورهای سری گ (G)و سری اف (F) با موتور دوقلوی روتاکس (Rotax) کرد.

در اوایل سال ۱۹۹۰ بود که ب‌ام‌و شروع به ارتقای مدل ایرهد (Airhead) بوکسر خود کرد؛ که سپس به اویل هد (Oilhead) معروف شد. در سال ۲۰۰۲ موتورهای ایل هد دارای دو جرقه زن برای هر سیلندر بودند. در سال ۲۰۰۴ این شرکت میله (Shaft) ی بالانس داخلی را به موتور اضافه کرد این امر سبب افزایش ظرفیت آن به ۱۱۷۰ سی‌سی و افزایش توان آن به ۱۰۰ اسب بخار در مدلR1200GS شد که نسبت به مدل R1150GSبا مشخصه‌های ۸۵ اسب بخار و ۱۰۰۰ سی‌سی برتری بسیاری داشت. 

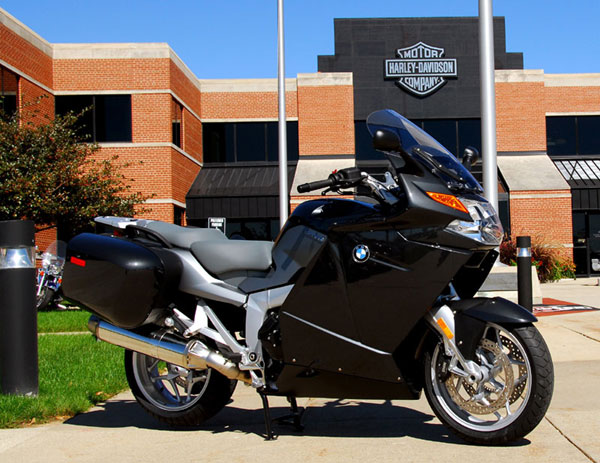
ب‌ام‌و مدل جی تی ۶۰۰

در سال ۲۰۰۴ ب‌ام‌و مدل K1200S را معرفی کرد. این موتور بسیار قوی و با تکنولوژی بالا و نشانهٔ تغییر نگرش ب‌ام‌و برای رقابت با موتورسازی‌هایی نظیر سوزوکی، کاوازاکی، هوندا و یاماها بود. مشخصات عمدهٔ آن موتور ۱۶۷ اسب بخاری و وزن سبک ان بود که باعث قابل رقابت آن موتور با بقیه هم دسته‌ها بود. در ضمن موتور توسط تیم فرمول ۱ ویلیامز طراحی شده بود. سامانه تعلیق عقب اتوماتیک از مزایای قابل توجه این مدل بود.
ب‌ام‌و یکی از بنیان‌گذاران ترمزهای ضدقفل در صنعت بود و از اوایل دههٔ ۸۰ شروع به استفاده از این سامانه در موتورهای خودش کرد. مدل‌های ۲۰۰۶ به این شرکت مجهز به سامانه‌های پیچیدهٔ جلوگیری از سر خوردن و کنترل تعادل الکترونیکی هستند.
ب‌ام‌و مبدع سامانه‌های تعلیق برای موتور سیکلت است و زود تر از همه این سامانه‌ها را در موتور سیکلت‌های خود به کار برده‌است. بیشتر مدل‌های مدرن ب‌ام‌و دارای سامانه تعلیق عقب هستند. همچنین ب‌ام‌و از سامانه تعلیق دیگری نیز در موتورهای ۱۹۹۰ استفاده می‌کند که به Telelever معروف است و باعث می‌شود که تکان موتور به صورت قابل توجهی کاهش یابد،

### باشگاه‌های موتور سواری
باشگاههای بسیاری در سراسر جهان از ب‌ام‌و استفاده می‌کنند. بزرگ‌ترین‌های آن‌ها سندیکای موتور سواران ب‌ام‌و و صاحبان موتور سیکلت‌های ب‌ام‌و در آمریکا هستند که هر دو در ایالات متحده قرار گرفته‌اند.

## شعارهای تبلیغاتی
شعار اصلی این شرکت (با لذت برانید) یا در آلمانی (Freude am Fahren) و در انگلیس (The Ultimate Driving Machine) به معنای (نهایت یک خودرو) شعار این شرکت است! و شعار انگلیسی (sheer driving pleasure) یا (لذت واقعی رانندگی) نیز در مناطقی توسط BMW استفاده می‌شود.

## نگارخانه

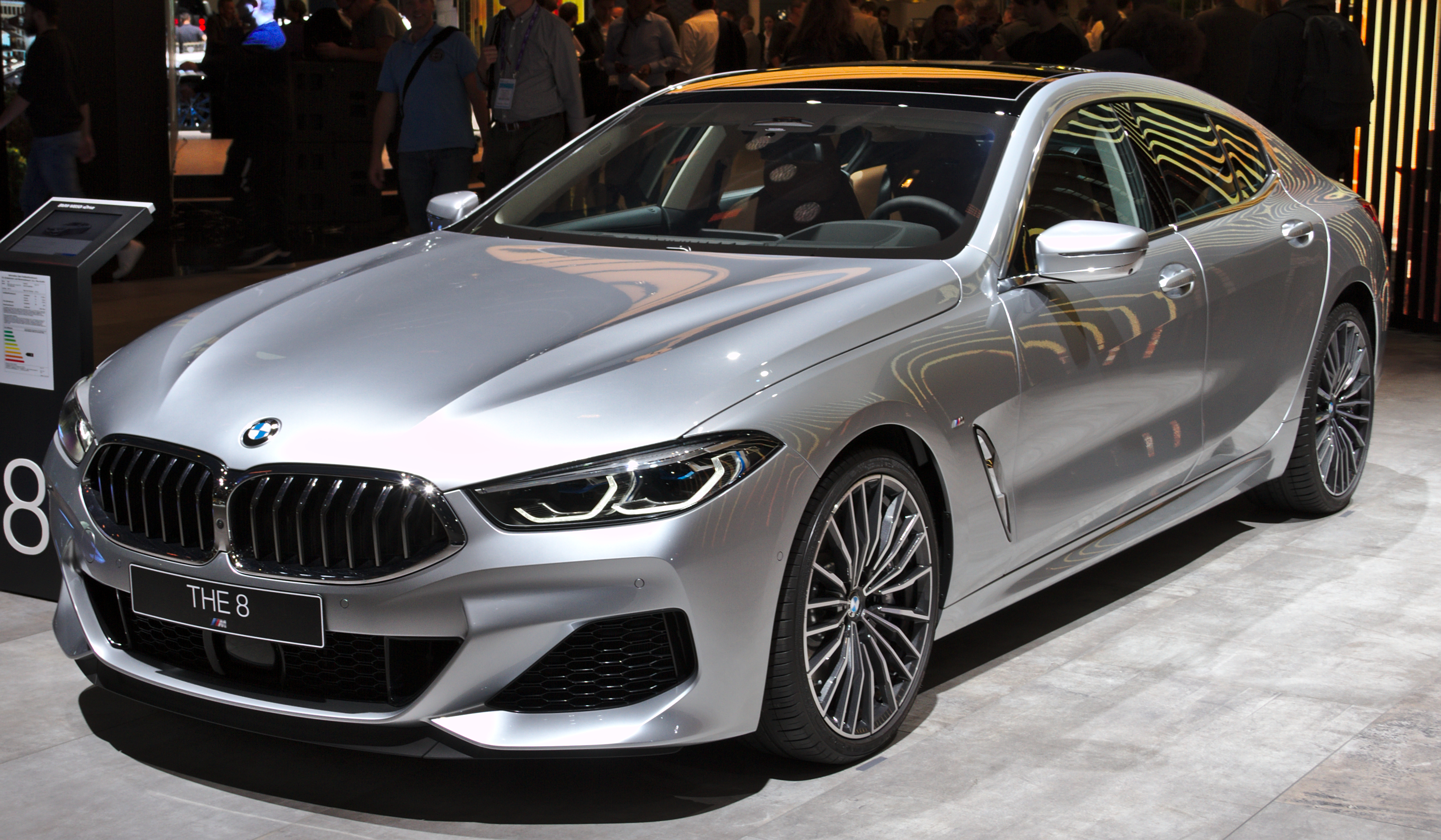
(BMW 8 Series (G16
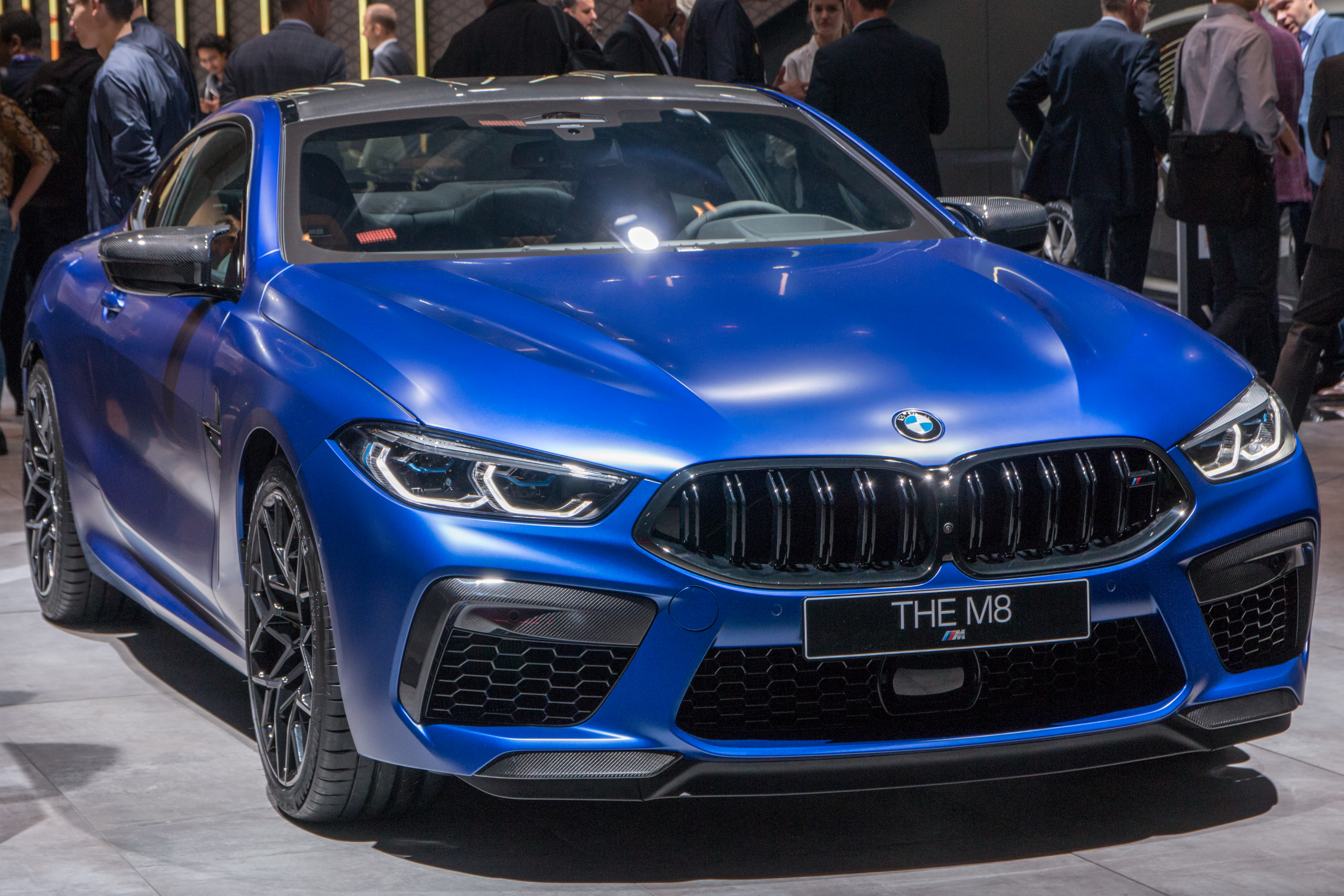
BMW M8
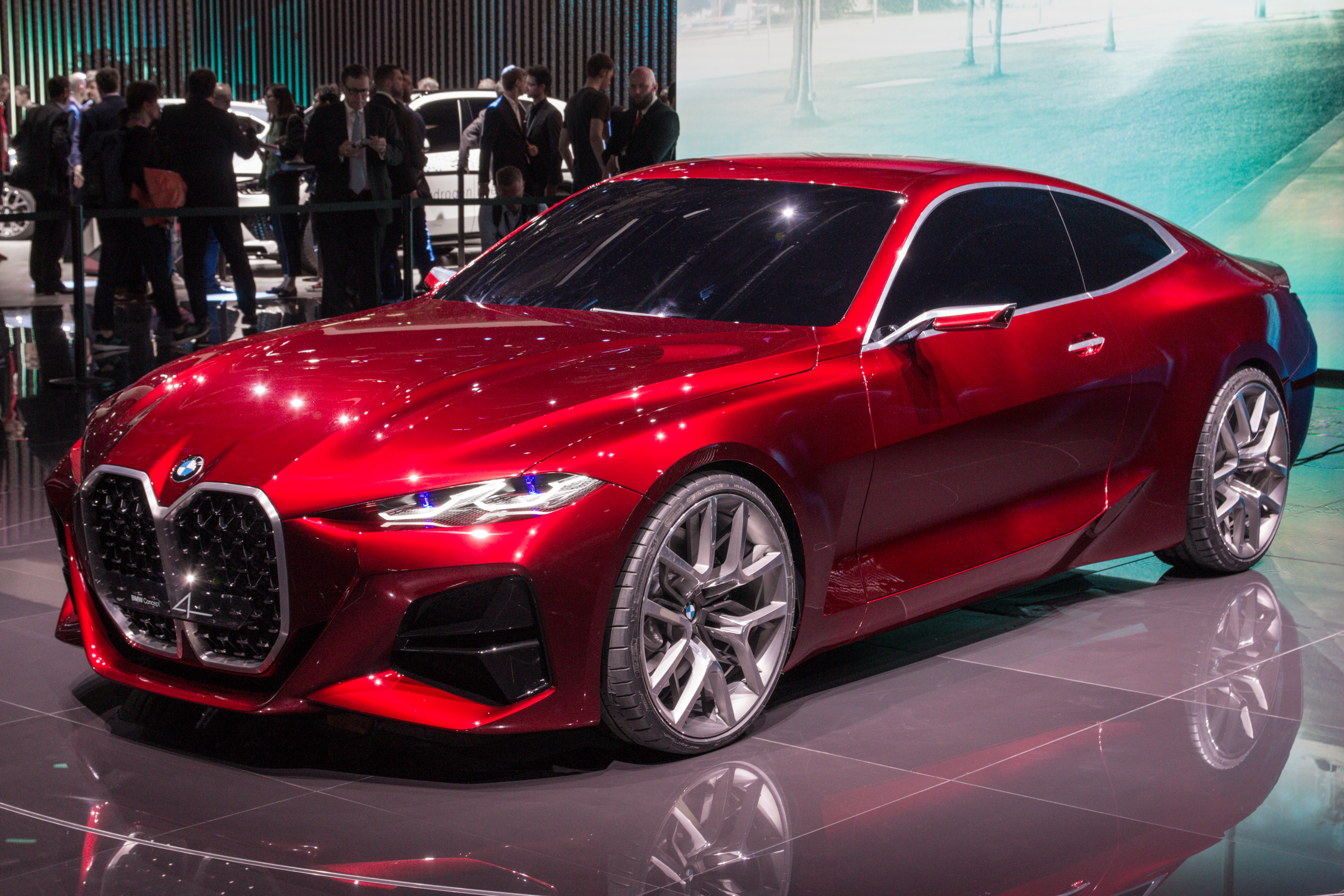
BMW Concept 4
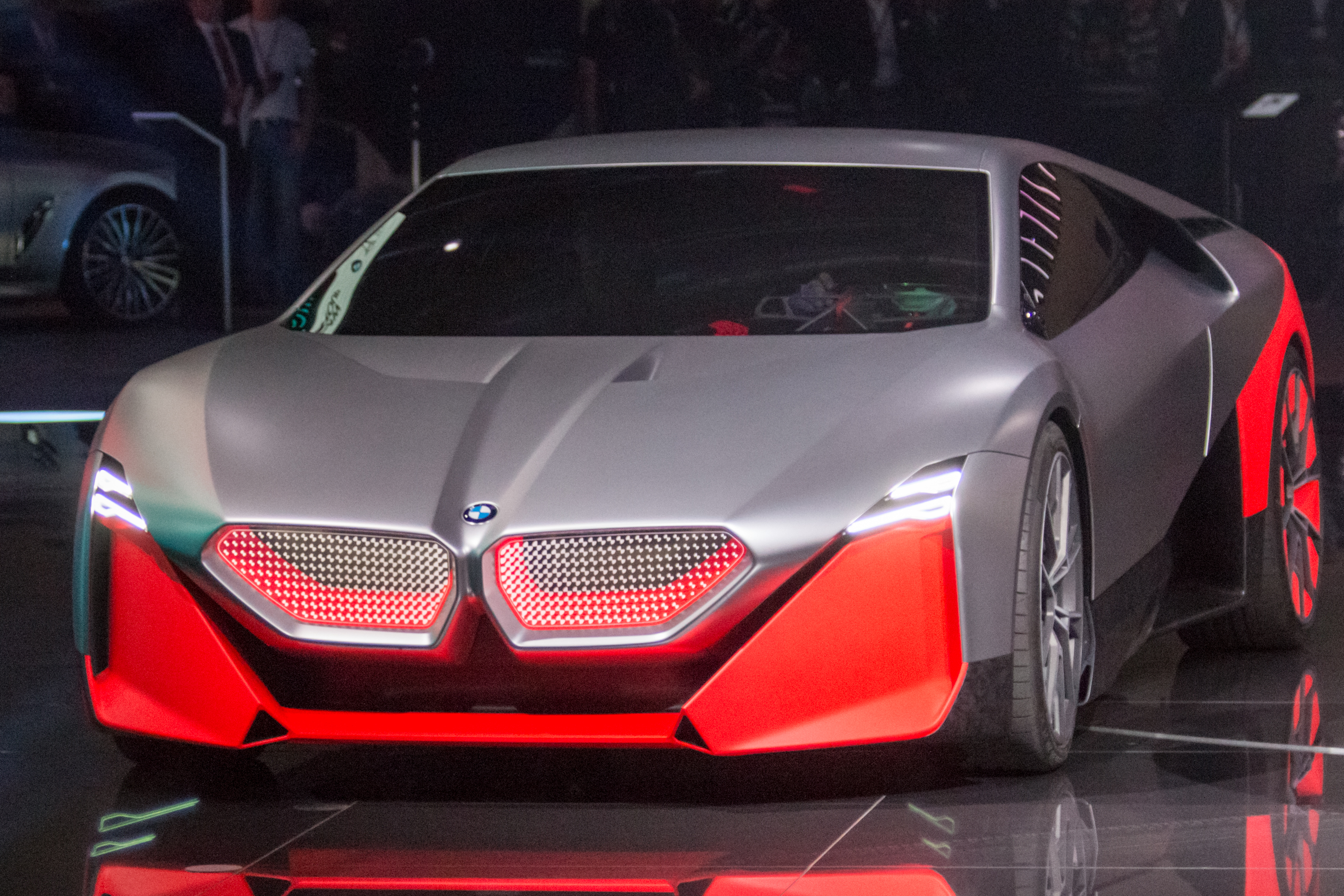
BMW Vision M NEXT
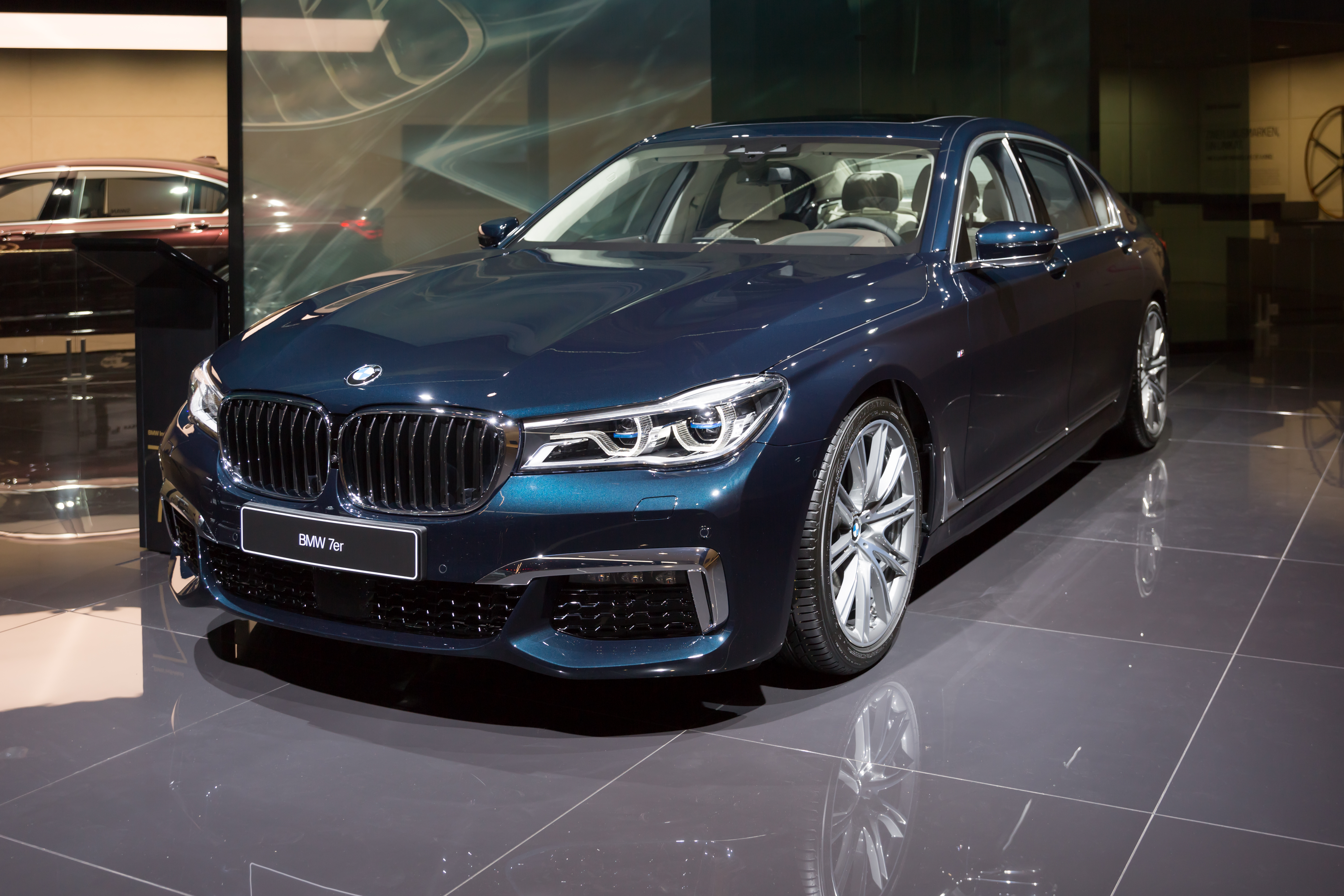
BMW 7er
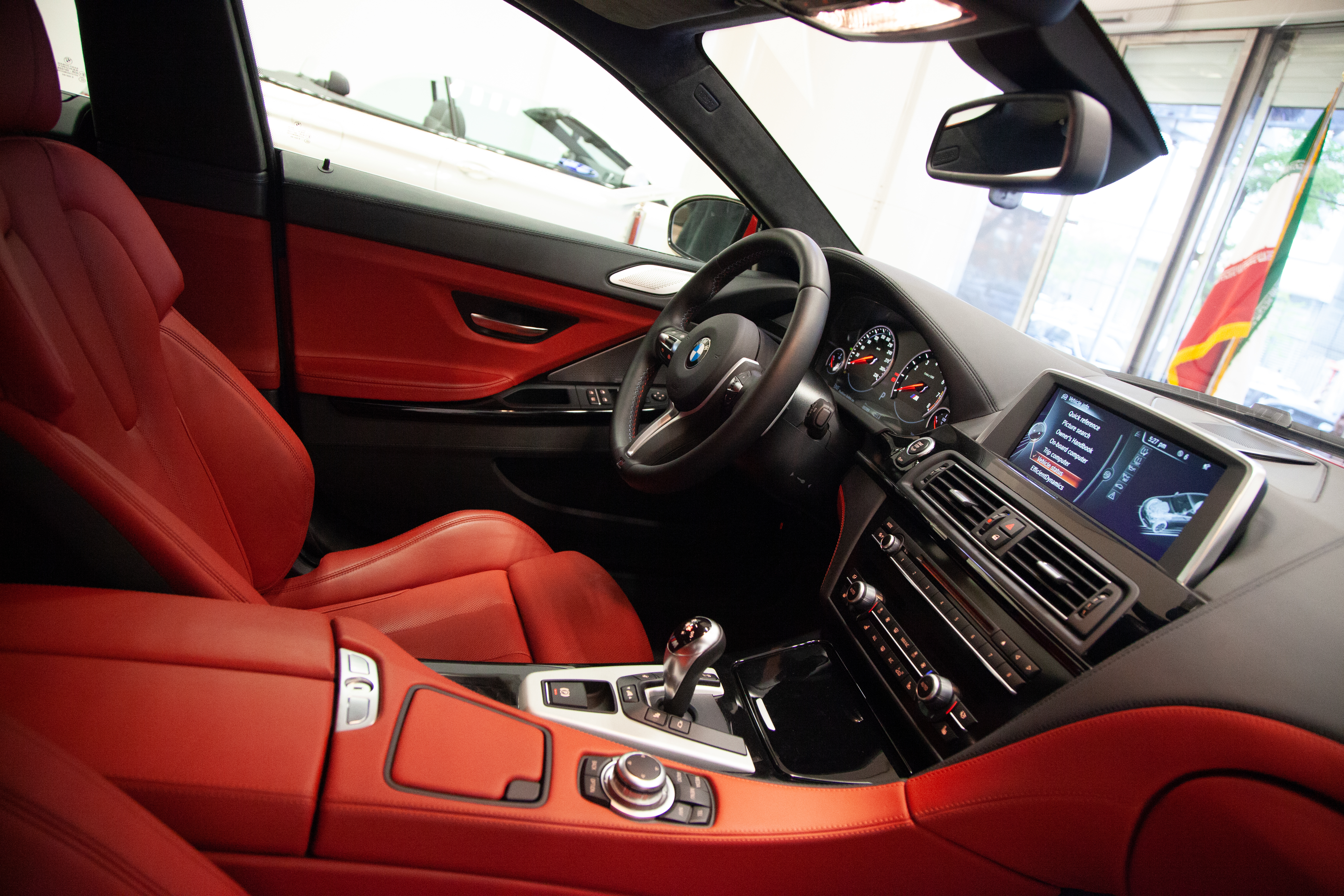
نمای داخلی یک بی ام و در نمایشگاهی در شهر مشهد
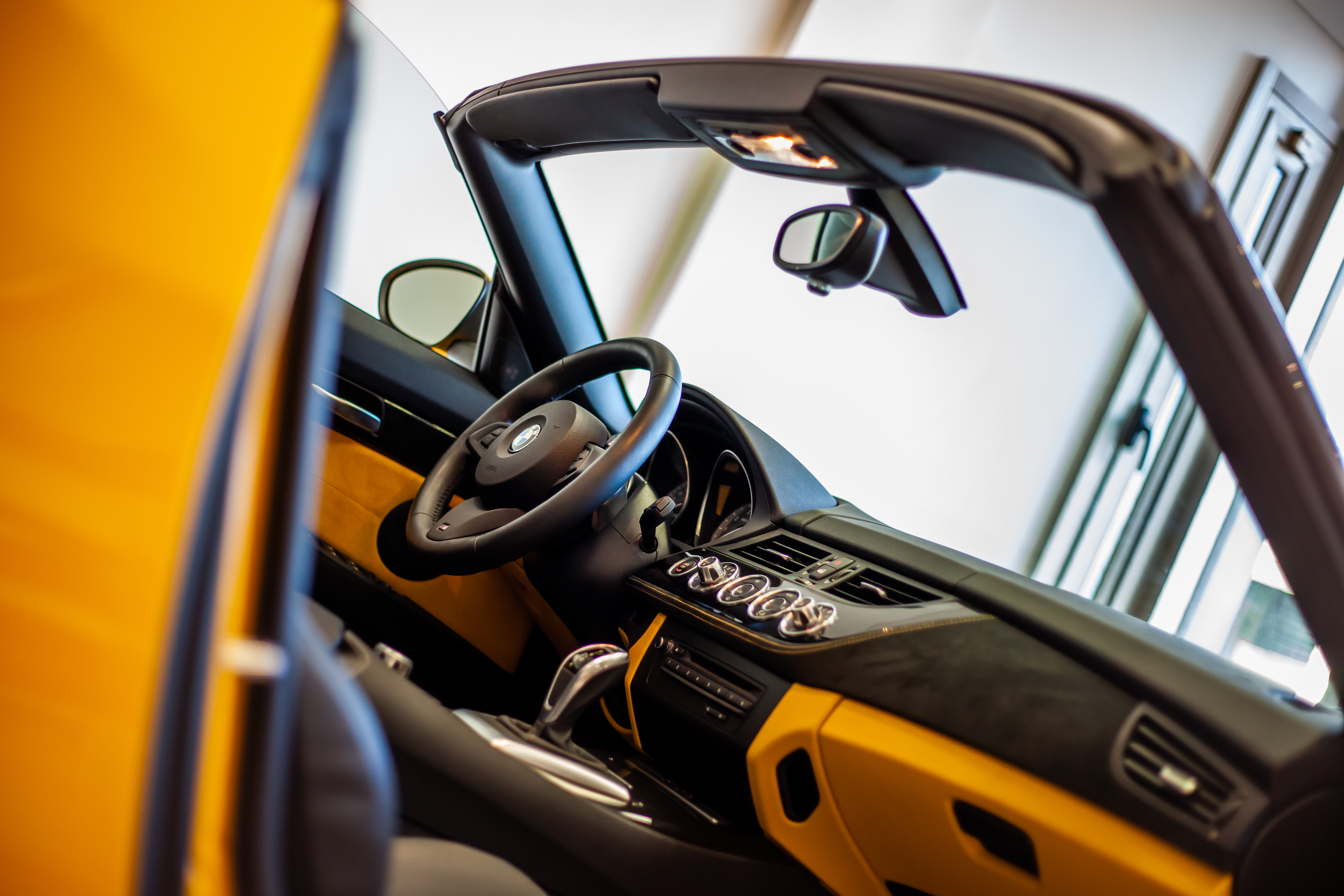
نمای داخلی یک بی ام و نمایندگی در شهر مشهد